# Atonismo
El atonismo fue una de las primeras religiones monoteístas registradas en la historia. Conocida también como religión de Atón, religión de Amarna o herejía de Amarna,fue una religión en el antiguo Egipto. Fue fundada por Akenatón, un faraón que gobernó el Imperio Nuevo bajo la Dinastía XVIII. La religión es descrita como monoteísta o monolatrista, aunque algunos egiptólogos sostienen que era de hecho henoteísta.El atonismo se centraba en el culto a Atón, un dios representado como el disco solar. Atón era originalmente un aspecto de Ra, la deidad solar egipcia tradicional, pero Akenatón lo declaró la deidad superior.En el siglo XIV a. C., el atonismo fue la religión estatal de Egipto por unas dos décadas, y Akenatón persiguió el culto a otras deidades, cerrando muchos templos tradicionales y ordenando la construcción de templos atonistas, a la vez que suprimiendo a tradicionalistas religiosos. Sin embargo, los faraones que le siguieron destruyeron el movimiento tras su muerte, restaurando así la religión politeísta tradicional. Esfuerzos a gran escala fueron llevados a cabo entonces para remover cualquier mención a Akenatón, a los templos atonistas, o a afirmaciones de un dios excepcionalmente supremo de Egipto y sus registros históricos.
El culto enseñaba que solo había un dios (Atón), y que Akenatón y Nefertiti eran sus hijos. Fue la segunda religión en convertirse en la religión oficial del gobierno en el antiguo Egipto, reemplazando al centenario culto politeísta anterior. Los atonistas constituían la mayoría de la población egipcia en su apogeo. El culto enseñó que Atón era misericordioso, todopoderoso, único, y que guiaba a la humanidad a través de sus hijos. Las escrituras de la religión fueron escritas en el período amarniense, que se creía que era la palabra literal del dios, así como las enseñanzas y ejemplos normativos.
Los atonistas creían que la religión era la versión completa y universal de una fe primordial. El culto era elitista, donde solo los miembros de la familia real podían adorar al dios directamente y la gente tenía que adorarlo a través de ellos. Los conceptos y prácticas religiosas tocaron prácticamente todos los aspectos de la vida y la sociedad, desde el arte hasta el bienestar social. La ciudad de Ajetatón era la ciudad sagrada de culto.
Desde un punto de vista histórico, el culto a Atón se originó en el siglo XX a. C., con la creación de la historia de Sinuhé, pero la idea de un culto monoteísta del dios se originó a principios del siglo XIV a. C., en los círculos de poder político y militar del faraón Amenofis III, aparentemente preocupados por la interferencia de los sacerdotes politeístas que habían ganado un gran poder político y económico, con su sucesor, el faraón Akenatón, el culto dejó de ser una idea a convertirse en realidad, extendiéndose por todo el país como oficialista y declarando la persecución de los cultos hacia los otros dioses. El período pico se refiere al período comprendido entre los años 7 y 14 del reinado de Akenatón, cuando gran parte del reino había aceptado la religión y estaba experimentando un florecimiento de carácter científico, liberal (en algunos aspectos), artístico y literario. La disminución vino después del comienzo del celo expansionista de los hititas, la muerte del faraón, la aparición de una plaga de peste y la abolición del atonismo como la religión oficial por Tutankamón. Los faraones posteriores lanzaron campañas de persecución contra los seguidores restantes e intentaron borrar los registros históricos de este período. El culto se redescubrió en 1714.
Después de varias expediciones exploratorias en Amarna, la religión ha mostrado un papel importante en la historia egipcia. Durante su período, surgieron varias familias de nobles y militares que posteriormente dieron faraones como Ramsés I, Seti I y Ramsés II. Hoy en día, muchas de las obras literarias y artísticas de la época se han convertido en referentes para el antiguo Egipto, obras como el busto de Nefertiti y la máscara mortuoria de Tutankamón reciben cientos de visitantes todos los días.

## Etimología
En el Reino Antiguo, la palabra «Atón» era un sustantivo que significaba «disco» que se refería a cualquier cosa plana y circular; aunque el sol todavía se llamaba «disco del día» donde se pensaba que residía Ra.

## Doctrina

### Himno a Atón

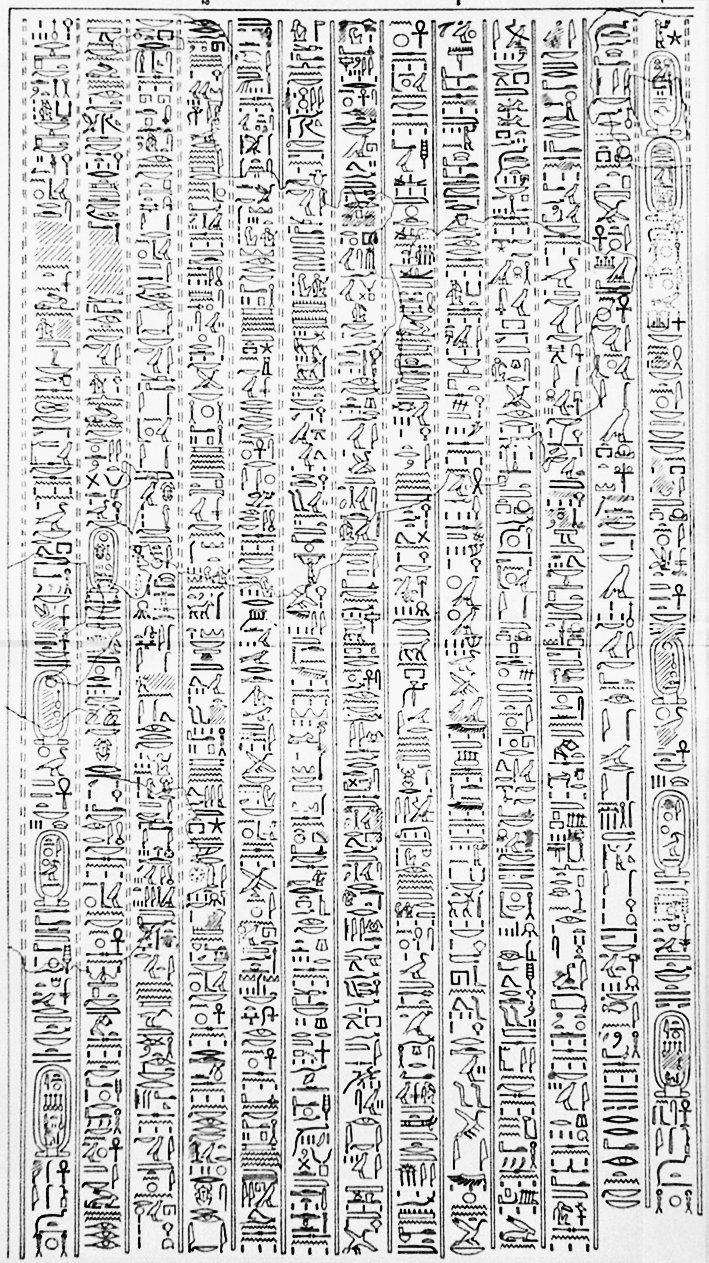
Dibujo de la inscripción del texto del himno (publicación de 1908).

El Gran Himno a Atón es el más largo de una serie de himnos poemas escritos a la deidad del disco solar. El egiptólogo Toby Wilkinson dijo que "se le ha llamado 'una de las piezas de poesía más significativas y espléndidas sobrevivientes del mundo pre-homérico'". El himno tiene una gran similitud con el Salmo 104.
Las tumbas de varios cortesanos atonistas en Ajetatón tienen oraciones o himnos similares hacia la deidad solar. Uno de estos, que se encuentra en forma casi idéntica en cinco tumbas, se conoce como El himno corto a Atón. La versión larga fue encontrada en la tumba de Ay.

Apareces henchido de belleza en el horizonte del cielo,
Disco viviente, que das comienzo a la Vida.
Al alzarte sobre el horizonte de Levante 
llenas los países con tu perfección.
Eres hermoso, grande, brillante, alto por sobre tu Universo.
Tus rayos cubren los países hasta el confín de lo que creaste.
Porque eres el Sol, los has conquistado hasta sus confines 
y los sujetas para tu Hijo al que amas.
Por lejos que estés, tus rayos tocan la Tierra.
Estás ante nuestros ojos, pero Tu camino sigue siéndonos ignoto.
Cuando te ocultas en el horizonte de Poniente 
el Universo se sumerge en las tinieblas y queda como muerto. 
Los hombres duermen en sus moradas con la cabeza tapada 
y ninguno puede ver a su hermano...
El mundo yace en silencio. 
Es que Su Creador reposa tras el horizonte. 
Pero, al alba, desde que te alzas en el horizonte 
y brillas, Disco del Sol, durante el día, 
expulsas a las tinieblas e irradias tus rayos.
Entonces, el Doble País es una fiesta...
Himno a Atón; traducción de Guillermo Fatás.

### Enéada
En la religión de los antiguos dioses egipcios, Ra tiene dos hijos: Tefnut y Shu quienes a su vez son pareja, son padres de Nut, el cielo y Geb, la tierra. Los nietos de Tefnut y Shu fueron Osiris, Isis, Seth y Neftis, en algunas versiones. También eran bisabuelos de Horus.
Este mito de la creación sería reemplazado por el atonismo, quitando a Ra por Atón y cambiando a Tefnut y Shu por Nefertiti y Akenatón. La famosa corona de Nefertiti es la corona de Tefnut.

### Naturaleza del dios
El atonismo enseñó dogmáticamente que Akenatón y Nefertiti procedían enteramente del Atón, como tres principios. Sostiene que el Padre, es único y eterno, los Hijos del dios son sus profetas, en un evento conocido como intermediación y los únicos que podían adorarlo directamente, el pueblo tenía que hacerlo a través de ellos, por lo tanto el dios se unió con la naturaleza humana a través de la pareja real y la vida del faraón se convirtió en un eterno ritual religioso y explica la razón de las representaciones artísticas y literarias íntimas. Estas creencia se expresan en las estelas de demarcación del territorio de Amarna y tumbas de nobles.
Durante el periodo amarna se enseñó que la idea de Atón para con la humanidad incluía dar a las personas sus enseñanzas, vida, buenas cosechas, tolerancia y ser un dios piadoso sobre todo con los niños.

### Naturaleza de la religión

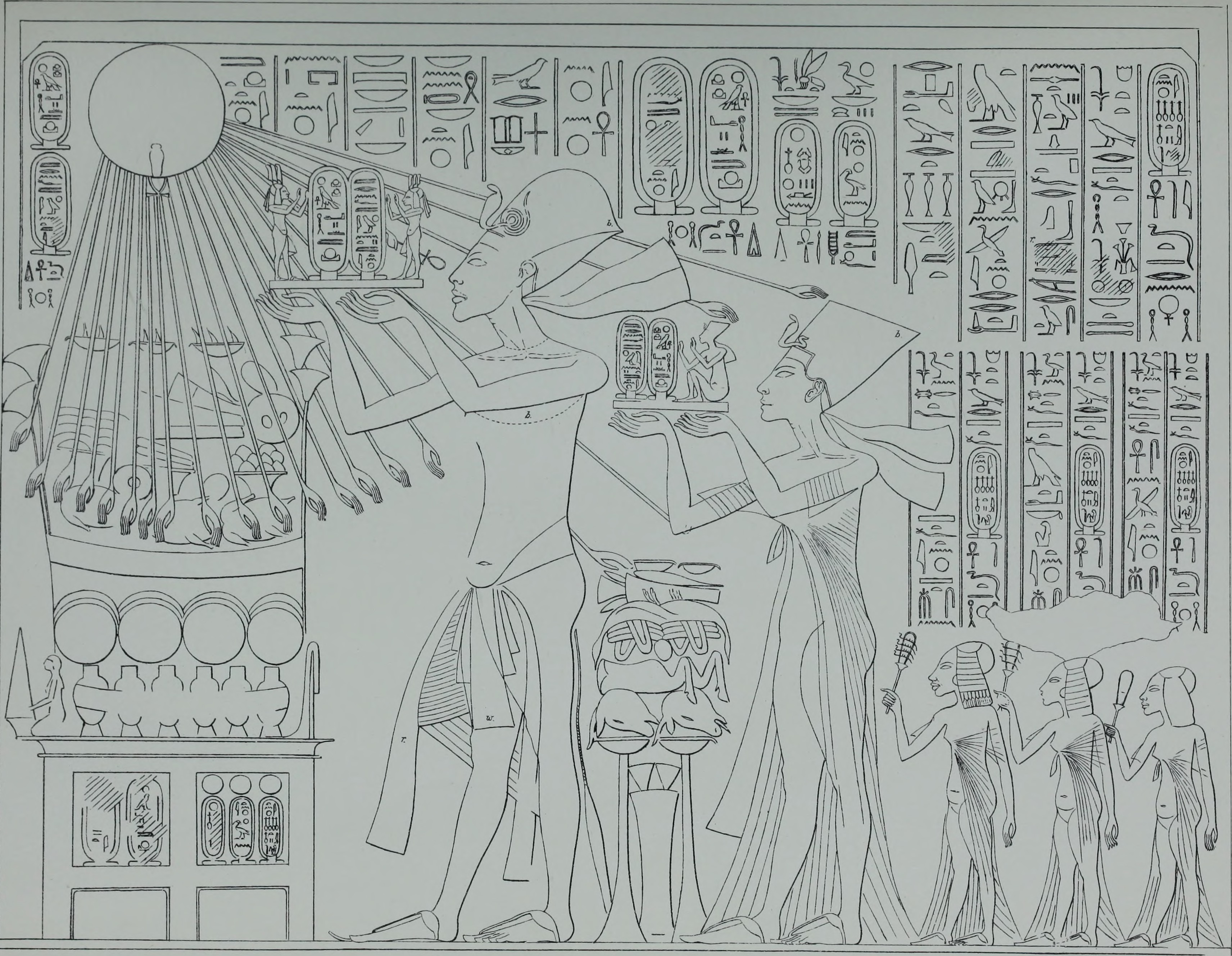
La familia real consagra al Atón las ofrendas recolectadas por los sacerdotes en una inscripción en la tumba de Ipy.

Cuando el atonismo se vuelve de culto oficial empieza a tomar acciones radicales contra los cultos de otros dioses, enseña que es "el único culto verdadero" y una forma de “salvación para la raza humana". Según los textos en las estelas de demarcación, se enseña que el fundador de la religión es Akenatón y se registran varios eventos considerados esenciales para el establecimiento del atonismo, desde las apariciones de Atón al faraón mientras pasaba por Amarna para que ahí levantara una ciudad para su culto hasta las actividades y enseñanzas de la familia real ya establecida en Amarna. El atonismo enseña que su sacerdocio tiene una jerarquización, los sumos sacerdotes están representados por el faraón y su reina, quienes a su vez son los únicos profetas de Atón y llevan las oraciones del pueblo al dios, luego los sacerdotes quienes guían al pueblo en la fe y destinan las ofrendas del templo al estado y las personas necesitadas, en contraste con el clero tebano que monopolizaba las ofrendas únicamente para el culto.
La creencia atonista sostenía que el culto era la presencia continua del Atón en la tierra y que solo sus sumos sacerdotes tenían los medios completos de salvación. Mientras la familia real estuvo completa y sana, el periodo de Amarna fue estable, sin embargo a partir de la muerte de miembros de la familia real de Akenatón, la propia muerte del faraón y la desaparición de Nefertiti, el culto se quedaría sin los únicos profetas de Atón, lo que llevaría a la incongruencia del culto, problemas en su administración y posterior declive.

## Organización
Se tiene poca información sobre este aspecto, el atonismo aparentemente seguía un sistema jerarquizado de organización, dirigido por los sumos sacerdotes que a su vez son faraón y reina. Debido a los pocos textos que hacen referencia, se piensa que hay solamente dos niveles de organización, el sumo sacerdote y el bajo clero. En contraste con el anterior culto politeísta de Egipto, los sacerdotes de Atón fungían como los intermediarios entre el pueblo y los sumos sacerdotes, no entre el dios. Al ser los fundadores, Akenatón y Nefertiti fueron nombrados profetas, el vínculo entre el dios y cargo del que solamente gozarían ellos y no los demás faraones del periodo.
En un principio, los egiptólogos pensaban que debido a la aversión de los atonistas con la intromisión de los sacerdotes tebanos en asuntos políticos, los seguidores de Atón no tendrían sacerdocio, pero la evidencia arqueológica demuestra la existencia de estos y la dominación del poder político hacia el clero.  Una teoría sobre el papel predominante de la reina, dice que el control que ejercía el poder político hacia el clero era de tal envergadura que el faraón se veía obligado a volcarse completamente a los asuntos religiosos y que Nefertiti se hacía cargo de los asuntos políticos, explicando así su poder representado en el arte.

## Arte

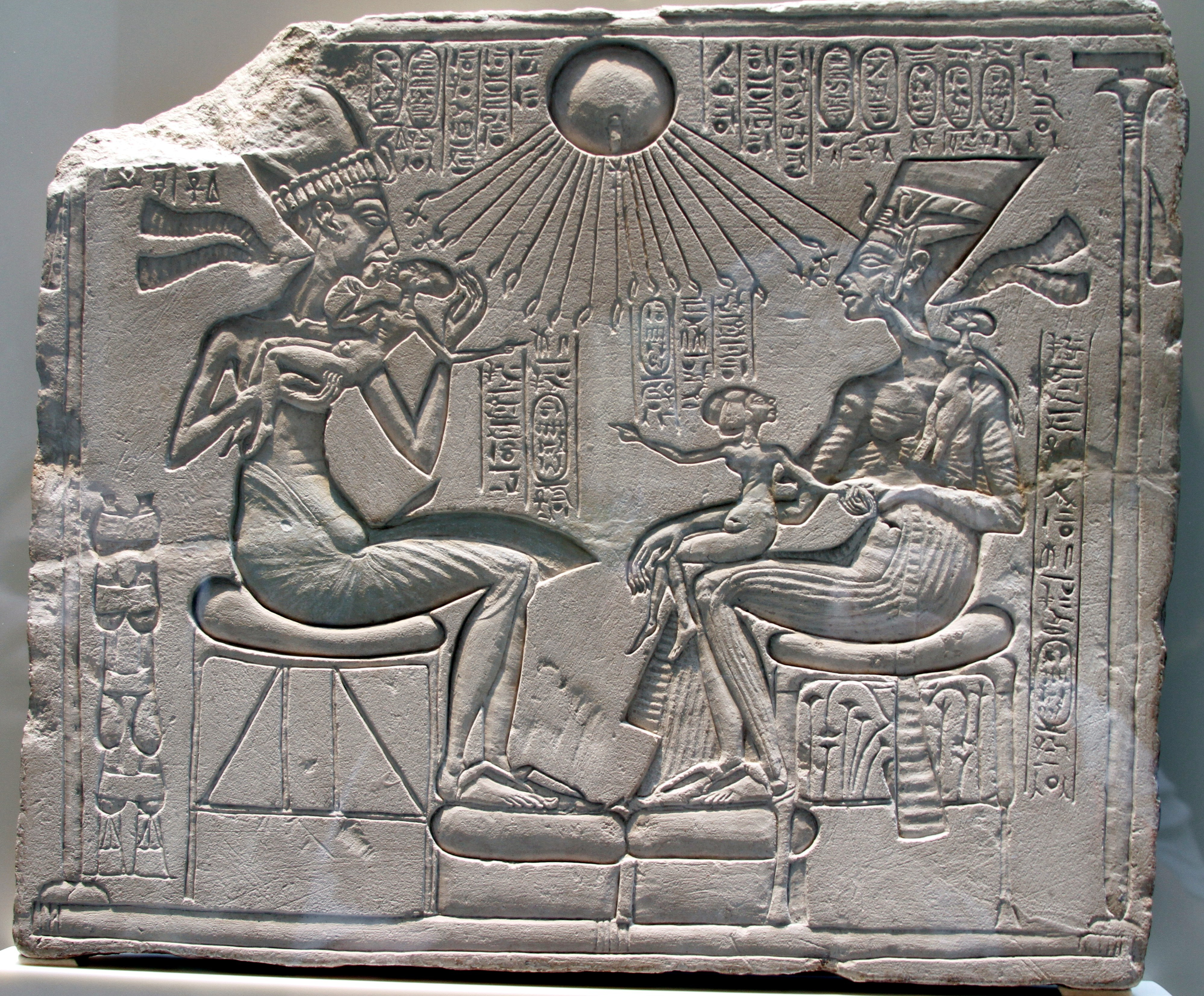
Akenatón, Nefertiti y tres de sus hijas debajo del Atón.

Los estilos de arte que florecieron durante este breve período son marcadamente diferentes al estilo clásico del arte egipcio. Tienen una variedad de afectaciones, desde cabezas alargadas hasta estómagos sobresalientes, fealdad exagerada y la belleza de Nefertiti. Significativamente, por única vez en la historia del arte real egipcio, la familia de Akenatón fue representada de una manera decididamente naturalista y son mostrados en la intimidad.

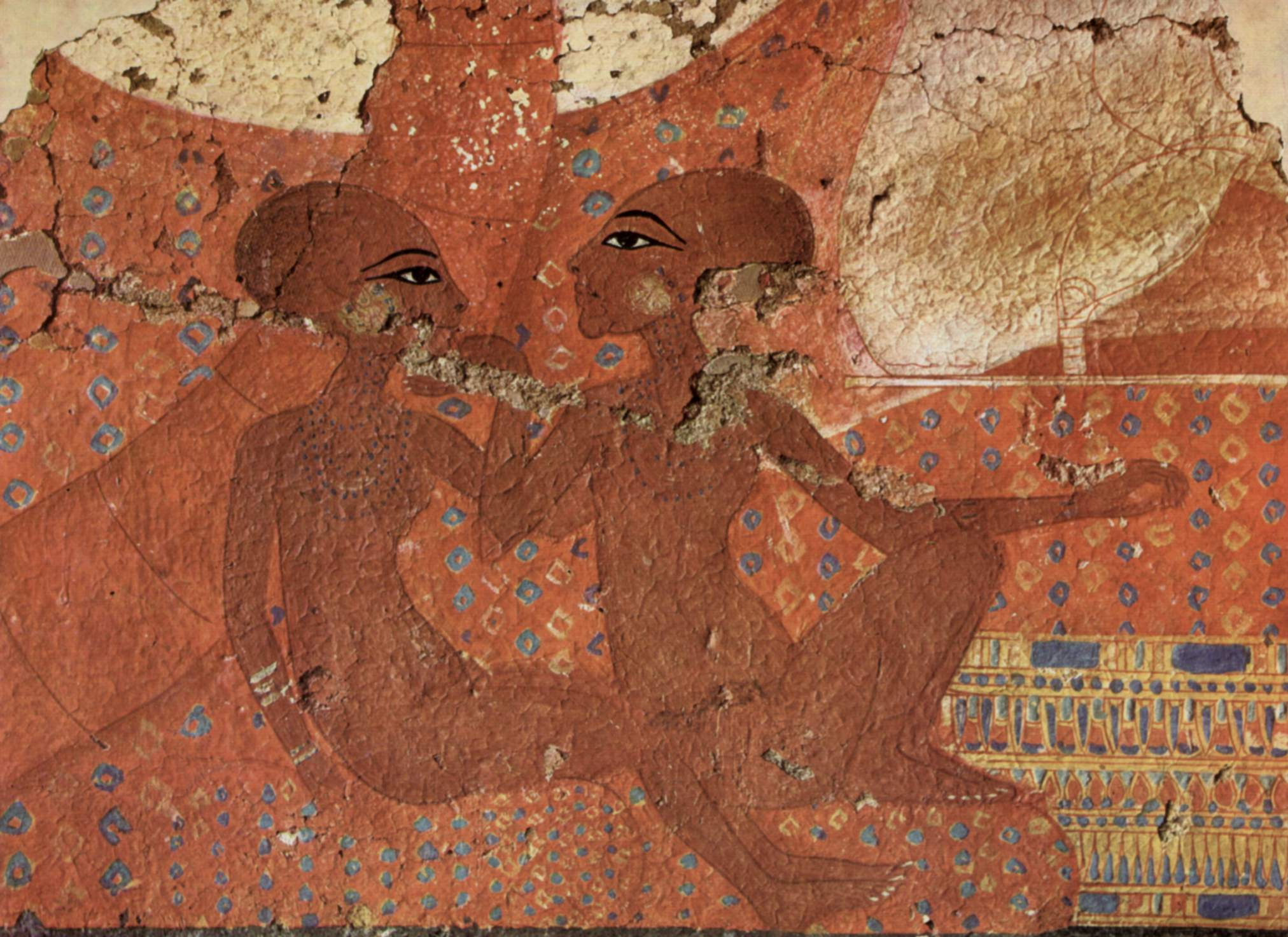
Dos de las hijas de Akenatón, Nofernoferuatón y Nofernoferure, c. 1375-1358 a. C. Este ambiente familiar cómodo e íntimo se repite en otras piezas de arte de Amarna.

Las imágenes de Akenatón y Nefertiti generalmente representan a Atón de manera prominente por encima de la pareja, con las manos de Atón más cerca de cada Anj que ofrece. Inusualmente para el arte del Nuevo Reino, el Faraón y su esposa se representan como de un tamaño aproximadamente igual, con la imagen de Nefertiti utilizada para decorar el templo menor de Atón en Amarna. Eso puede sugerir que ella también tuvo un papel oficial prominente en el culto a Atón.
Las representaciones artísticas de Akenatón generalmente le dan una apariencia inusual, con extremidades delgadas, un vientre prominente y caderas anchas. Otras figuras destacadas del período de Amarna, tanto reales como de otro tipo, también se muestran con algunas de estas características, lo que sugiere una posible connotación religiosa, especialmente porque algunas fuentes sugieren que las representaciones privadas de Akenatón, en oposición al arte oficial, lo muestran como bastante normal. Bob Brier también sugiere en su libro "El asesinato de Tutankamón" que la familia padecía el síndrome de Marfan, que se sabe que causa características alargadas, lo que puede explicar la apariencia de Akenatón.

### Tumbas
La decoración de las tumbas de los no reales es bastante diferente de las eras anteriores. Estas tumbas no presentan escenas funerarias o agrícolas, ni incluyen al ocupante de la tumba a menos que él o ella estén representados con un miembro de la familia real. Hay una ausencia de dioses y diosas, aparte de Atón, el disco solar. Sin embargo, el Atón no hace brillar sus rayos sobre el dueño de la tumba, solo sobre los miembros de la familia real. No se menciona a Osiris ni a otras figuras funerarias. Tampoco se menciona un viaje por el inframundo. En cambio, los extractos del Himno a Atón están generalmente presentes.

### Esculturas
Las esculturas del período de Amarna se distinguen de otros períodos del arte egipcio. Una razón para esto es la acentuación de ciertas características. Por ejemplo, las representaciones presentan un alargamiento y estrechamiento del cuello y la cabeza, una inclinación de la frente y la nariz, un mentón prominente, orejas y labios grandes, brazos y pantorrillas en forma de huso, y muslos, estómagos y caderas grandes.

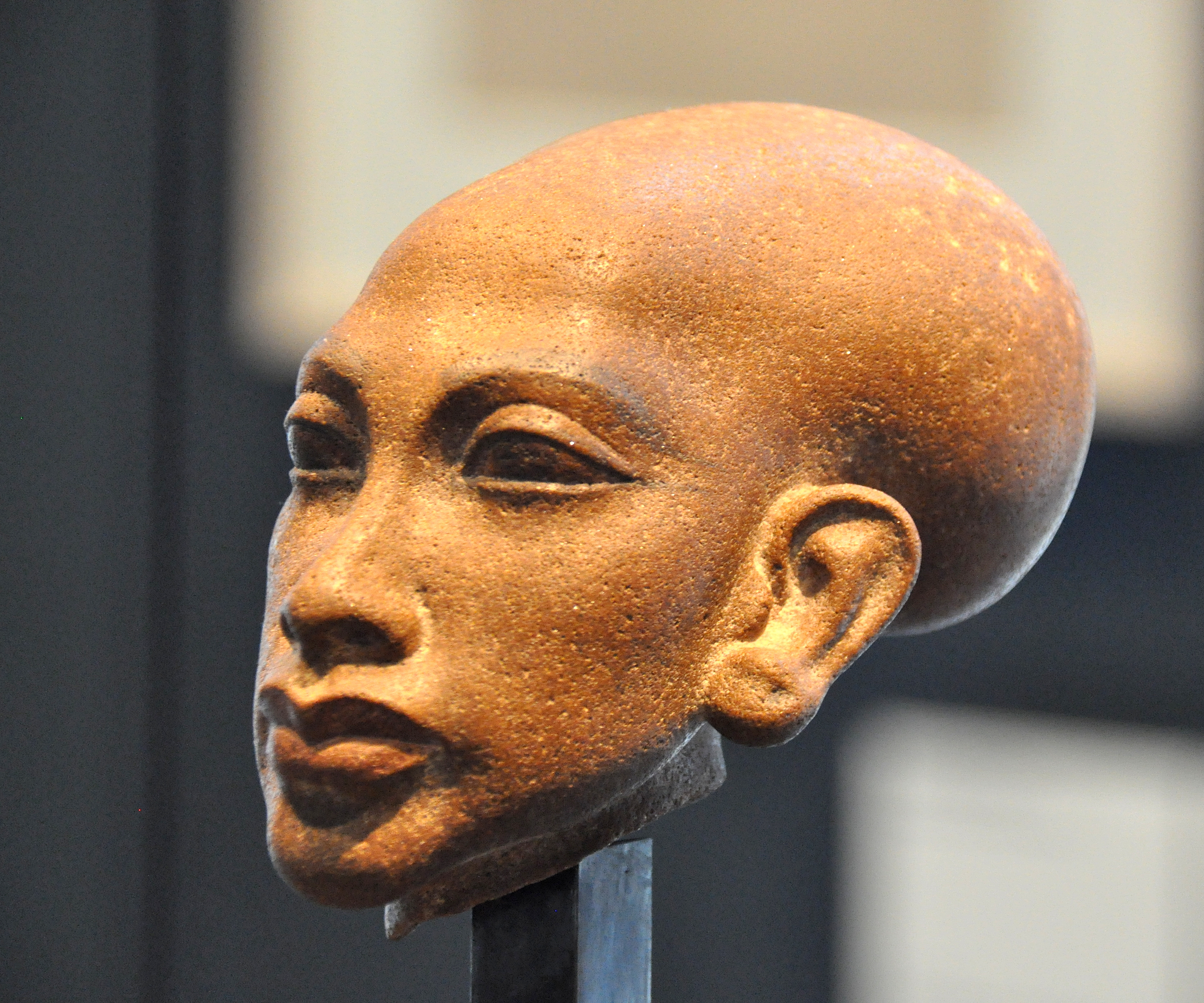
Cabeza de una hija de Akenatón en el Museo Estatal de Arte Egipcio, Múnich.

En el caso de Akenatón, es retratado en un ambiente íntimo con su esposa principal, Nefertiti, y sus hijas, las seis princesas. Sus hijos parecen estar completamente desarrollados, solo encogidos para parecer más pequeños que sus padres, una característica estilística de rutina del arte egipcio tradicional. También tienen cuellos y cuerpos alargados. Una cabeza inacabada de una princesa de esta época, en la exposición Tutankamón, y la edad de oro de los faraones, muestra un alargamiento muy prominente en la parte posterior de la cabeza.
La forma de cráneo inusual y alargada que se usa a menudo en la representación de la familia real "puede ser un tratamiento ligeramente exagerado de un rasgo hereditario de la familia real de Amarna", según el Museo de Brooklyn, dado que "la momia de Tutankamón, presuntamente está relacionada con Akenatón, tiene un cráneo de forma similar, aunque no tan alargado como [en el arte típico de estilo Amarna]". Sin embargo, es posible que el estilo sea puramente ritualista.
Las manos al final de cada rayo que se extiende desde el Atón en el relieve entregan el Anj, que simbolizaba la "vida" en la cultura egipcia, a Akenatón y Nefertiti, y a menudo también llegan a las princesas retratadas. La importancia del dios Sol es central en gran parte del arte del período Amarna, en gran parte porque el gobierno atonista estuvo marcado por el seguimiento monoteísta a ese dios.
En varias esculturas del faraón, si no la mayoría, tiene caderas anchas y una barriga visible. Sus labios son gruesos, y sus brazos y piernas son delgados y carecen de tono muscular, a diferencia de sus contrapartes de otras épocas en obras de arte egipcias. Algunos estudiosos sugieren que la presentación del cuerpo humano como imperfecto durante el atonismo es en deferencia a Atón. Otros piensan que el faraón sufría de un trastorno genético, muy probablemente el producto de la endogamia, que lo hizo verse de esa manera. Otros interpretan esta ruptura estilística sin precedentes de la tradición egipcia como un reflejo de los intentos de los atonistas de arrebatar el poder político del sacerdocio tradicional y las autoridades burocráticas.
El período vio el uso del relieve hundido, utilizado anteriormente para grandes relieves externos, extendido a pequeñas tallas y utilizado para la mayoría de los relieves monumentales. El relieve hundido se ve mejor con luz solar intensa y está fue una innovación que tuvo un efecto duradero, ya que es raro en períodos anteriores.

### Busto de Nefertiti

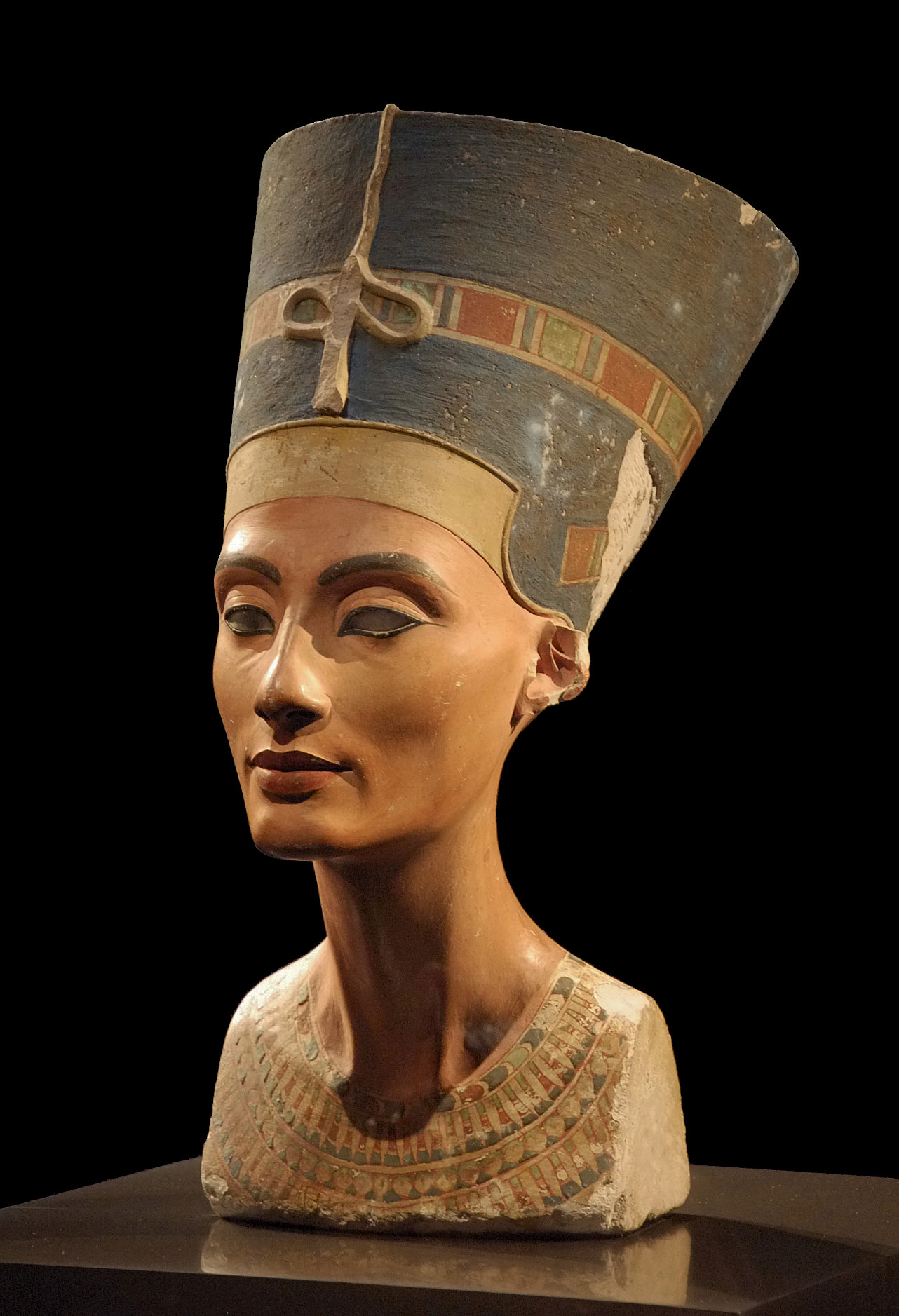
El busto de Nefertiti es un icono de la belleza femenina de renombre mundial y parte relevante del nacionalismo alemán.

El busto mide 48 centímetros (19 pulgadas) de alto y pesa unos 20 kilogramos (44 libras). Está hecho de un núcleo de piedra caliza cubierto con capas de estuco pintado. La cara es completamente simétrica y casi intacta, pero el ojo izquierdo carece de la incrustación presente en la derecha. La pupila del ojo derecho es de cuarzo insertado con pintura negra y está fijado con cera de abejas. El fondo de la cuenca del ojo es de piedra caliza sin adornos. Nefertiti usa su característica corona azul conocida como la "corona de la gorra de Nefertiti" con una banda de diadema dorada enrollada como cintas horizontales y uniéndose en la parte posterior, y un Uraeus (cobra), que ahora está rota, sobre su frente. Ella también tiene un cuello ancho con un collar floral. Las orejas han sufrido daño. Según el libro, el Arte a través de las edades de Gardner sugiere que "con este elegante busto, Tutmosis pudo haber estado aludiendo a una flor pesada en su delgado y elegante tallo al exagerar el peso de la cabeza coronada y la longitud del cuello casi serpentino".
El busto de Nefertiti fue encontrado el 6 de diciembre de 1912 en Amarna por la Compañía Oriental Alemana. El diario de Borchardt proporciona la cuenta escrita principal del hallazgo; él comenta: "De repente teníamos en nuestras manos la obra de arte egipcia más viva. No se puede describir con palabras. Debe verse".
Desde la presentación oficial del busto en Berlín en 1924, las autoridades egipcias han exigido su regreso a Egipto. En 1925, Egipto amenazó con prohibir las excavaciones alemanas en Egipto a menos que se devolviera el busto. En 1929, Egipto ofreció cambiar otros artefactos por el busto, pero Alemania se negó. En 1933, Hermann Göring consideró devolver el busto al rey Faruq de Egipto como un gesto político, Hitler se opuso a la idea y le dijo al gobierno egipcio que construiría un nuevo museo egipcio para Nefertiti. "En el medio, esta maravilla, Nefertiti, será entronizada", dijo Hitler. "Nunca renunciaré a la cabeza de la Reina".

Desde 1924, el busto se convirtió en sensación, convirtiéndose rápidamente en un ícono de belleza femenina de renombre mundial y uno de los artefactos más universalmente reconocidos que sobrevivían desde el antiguo Egipto. En 1930, la prensa alemana describió el busto como su nuevo monarca, personificándolo como una reina. Como la "'piedra más preciosa' ... en el escenario de los tesoros artísticos de 'Prusia Alemania'", Nefertiti restablecería la identidad nacional imperial alemana después de 1918. En la década de 1970, el busto se había convertido en un problema de identidad nacional para los estados alemanes, Alemania Oriental y Alemania Occidental. En 1999, el busto apareció en un cartel electoral para el partido político verde Alianza 90/Los Verdes como una promesa de un ambiente cosmopolita y multicultural con el lema "¡Mujeres fuertes para Berlín!" Según Claudia Breger, otra de las razones por la cual el busto se asoció con la identidad nacional alemana fue su lugar como rival de Tutankamón, encontrado por los británicos que gobernaron Egipto. Unos 500,000 visitantes la ven cada año. Su rostro está en postales de Berlín y desde 1989 en sellos de postales alemanes.

### Arquitectura

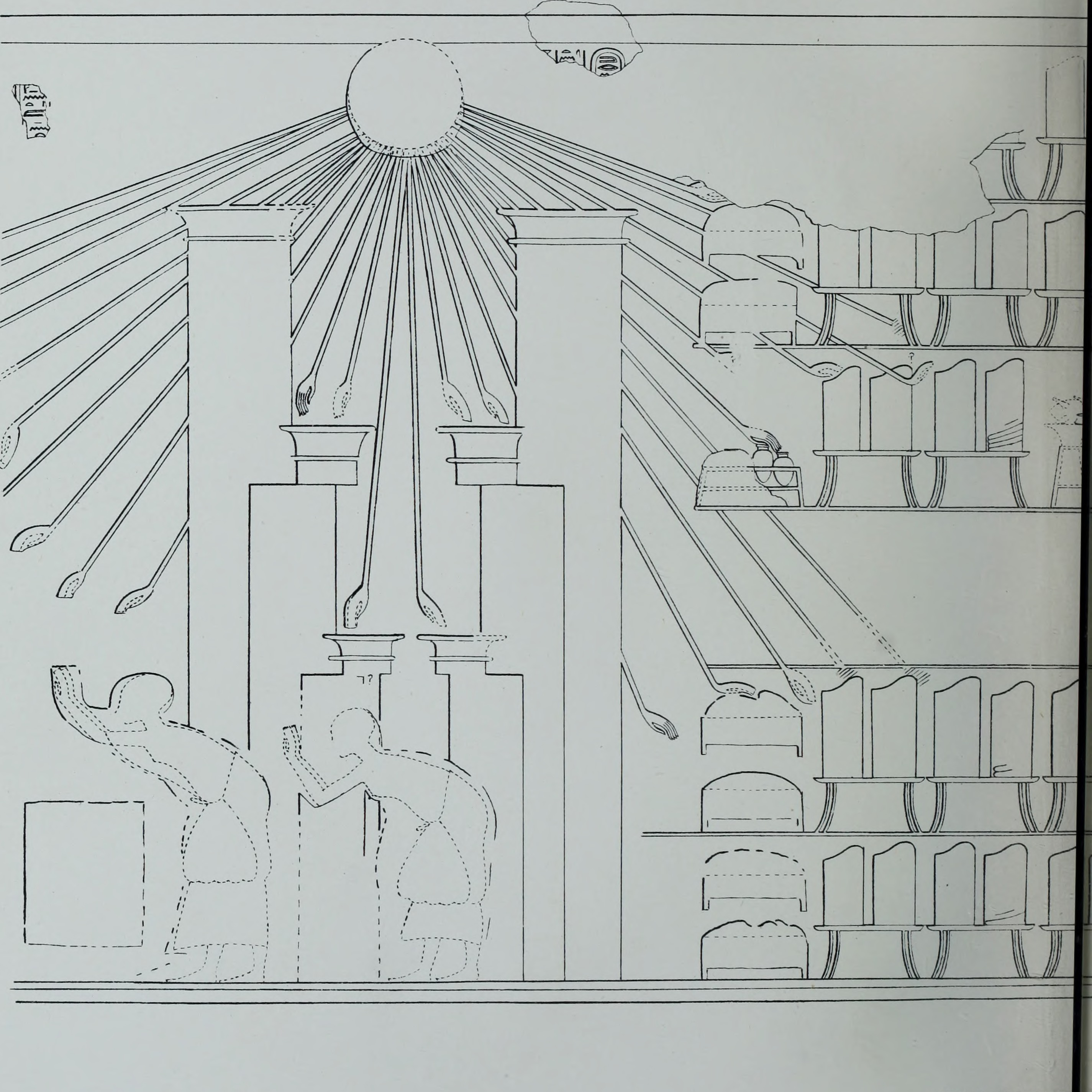
Un templo de Atón.

No muchos edificios de este período han sobrevivido a los estragos de los faraones posteriores, en parte porque fueron construidos con bloques de tamaño estándar, conocidos como talatat, que eran muy fáciles de quitar y reutilizar. En las últimas décadas, el trabajo de reconstrucción en edificios posteriores ha revelado una gran cantidad de bloques reutilizados del período, con las caras talladas originales hacia adentro, lo que aumenta en gran medida la cantidad de trabajo conocido del período.
Los templos en Amarna no siguieron el diseño tradicional egipcio. Eran más pequeños, con santuarios abiertos al sol, que contenían grandes cantidades de altares. No tenían puertas cerradas.

## Ajetatón

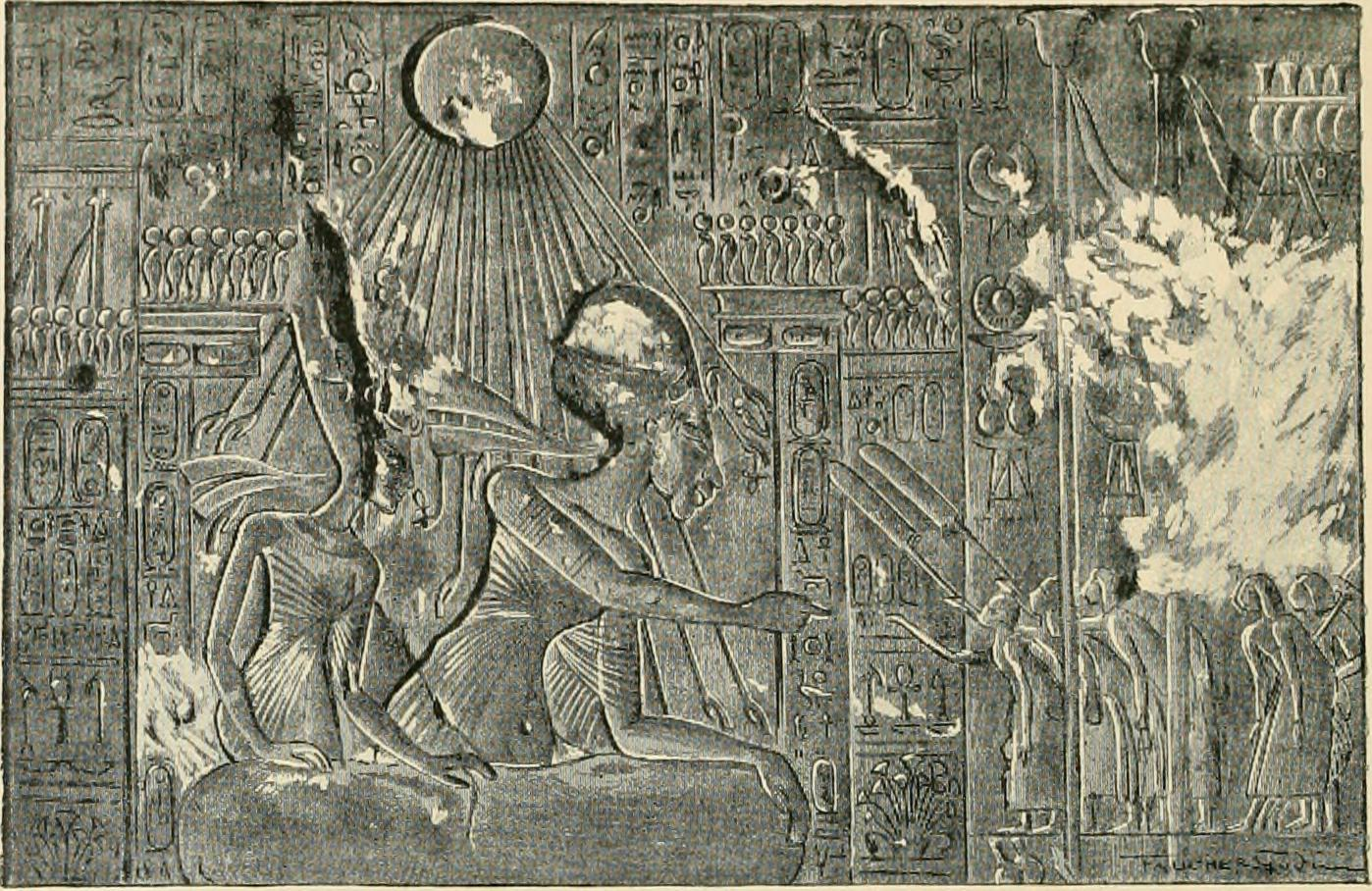
La pareja real es adorada en Amarna, como única forma de adorar al Atón.

El área de la futura ciudad era un sitio virgen, y fue en esa zona en la que Akenatón describió cómo el Atón habló con él y le habría pedido que hiciera una ciudad donde el dios pudiera descansar. Las interpretaciones modernas dicen que la zona fue elegida por la similitud que tenían los accidentes geográficos en el área con el jeroglífico para el horizonte.
La ciudad fue construida como la nueva capital del faraón Akenatón, dedicada a su nueva religión de adoración a Atón. La construcción comenzó alrededor del año 5 de su reinado (1346 a. C.) y probablemente se completó en el año 9 (1341 a. C.), aunque se convirtió en la capital dos años antes. Para acelerar la construcción de la ciudad, la mayoría de los edificios fueron construidos con ladrillos de barro y encalados. Los edificios más importantes se construyeron con piedra local.

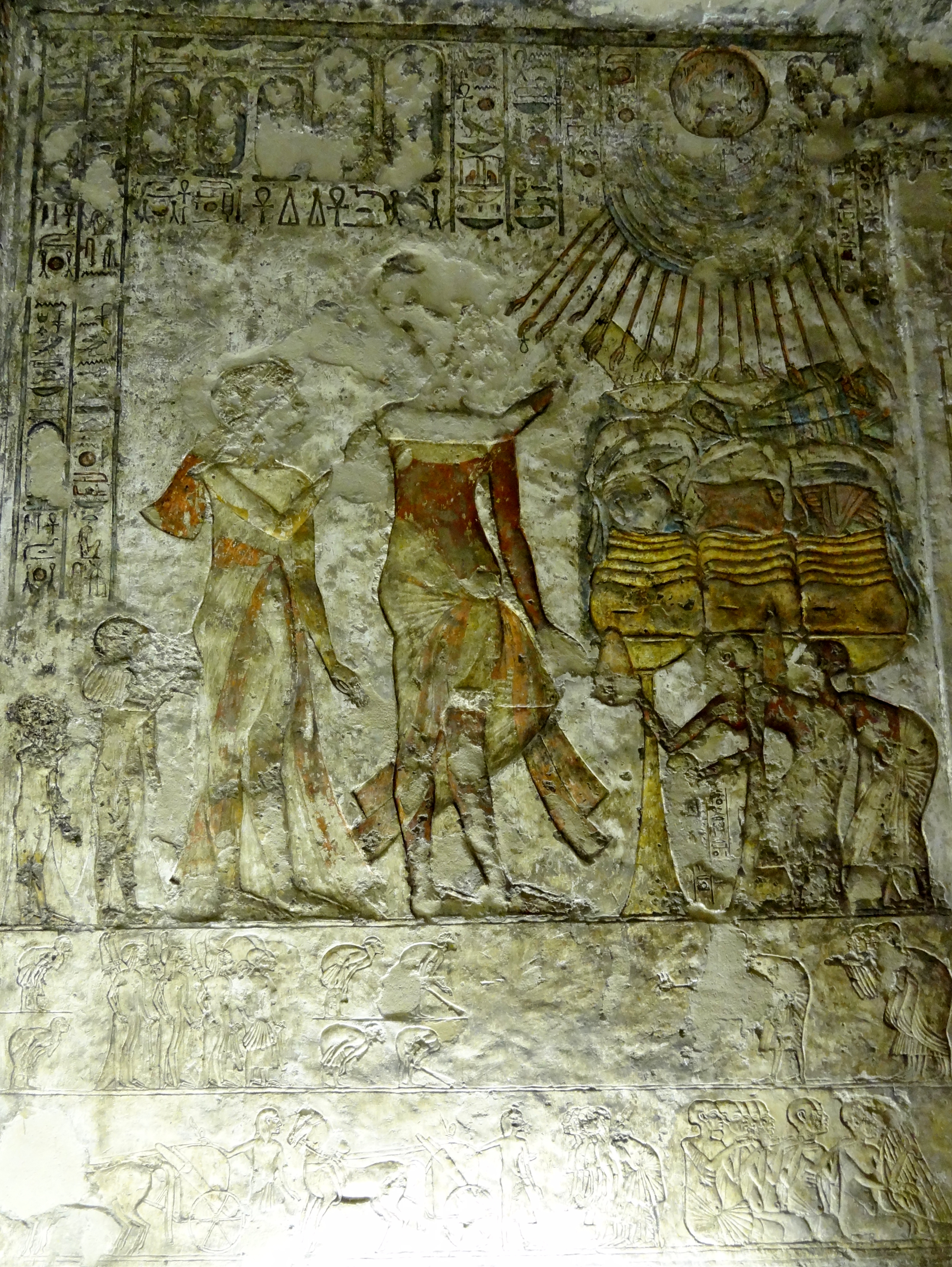
Akenatón y Nefertiti bendicen ofrendas para Atón en Amarna.

Es la única ciudad del antiguo Egipto que conserva grandes detalles de su plan interno, en gran parte porque la ciudad fue abandonada después de la muerte de Akenatón, cuando el hijo del faraón, el rey Tutankamón, decidió abandonar la ciudad y regresar a Tebas (el Luxor moderno). La ciudad parece haber permanecido activa durante una década más o menos después de su muerte, y un santuario a Horemheb indica que estaba al menos parcialmente ocupada al comienzo de su reinado, aunque solo fuera como una fuente de material de construcción en otros lugares. Una vez que fue abandonada, permaneció deshabitada hasta que el asentamiento romano comenzó a lo largo del borde del Nilo. Sin embargo, debido a las circunstancias únicas de su creación y abandono, es cuestionable cuán representativo de las antiguas ciudades egipcias es en realidad. Amarna fue construida apresuradamente y cubrió un área de aproximadamente 8 millas (13 km) de territorio en la orilla este del río Nilo, se reservaron tierras para proporcionar cultivos a la población de la ciudad. La ciudad entera estaba rodeada por un total de 14 estelas fronterizas que detallaban las condiciones de Akenatón para el establecimiento de esta nueva ciudad capital de Egipto.

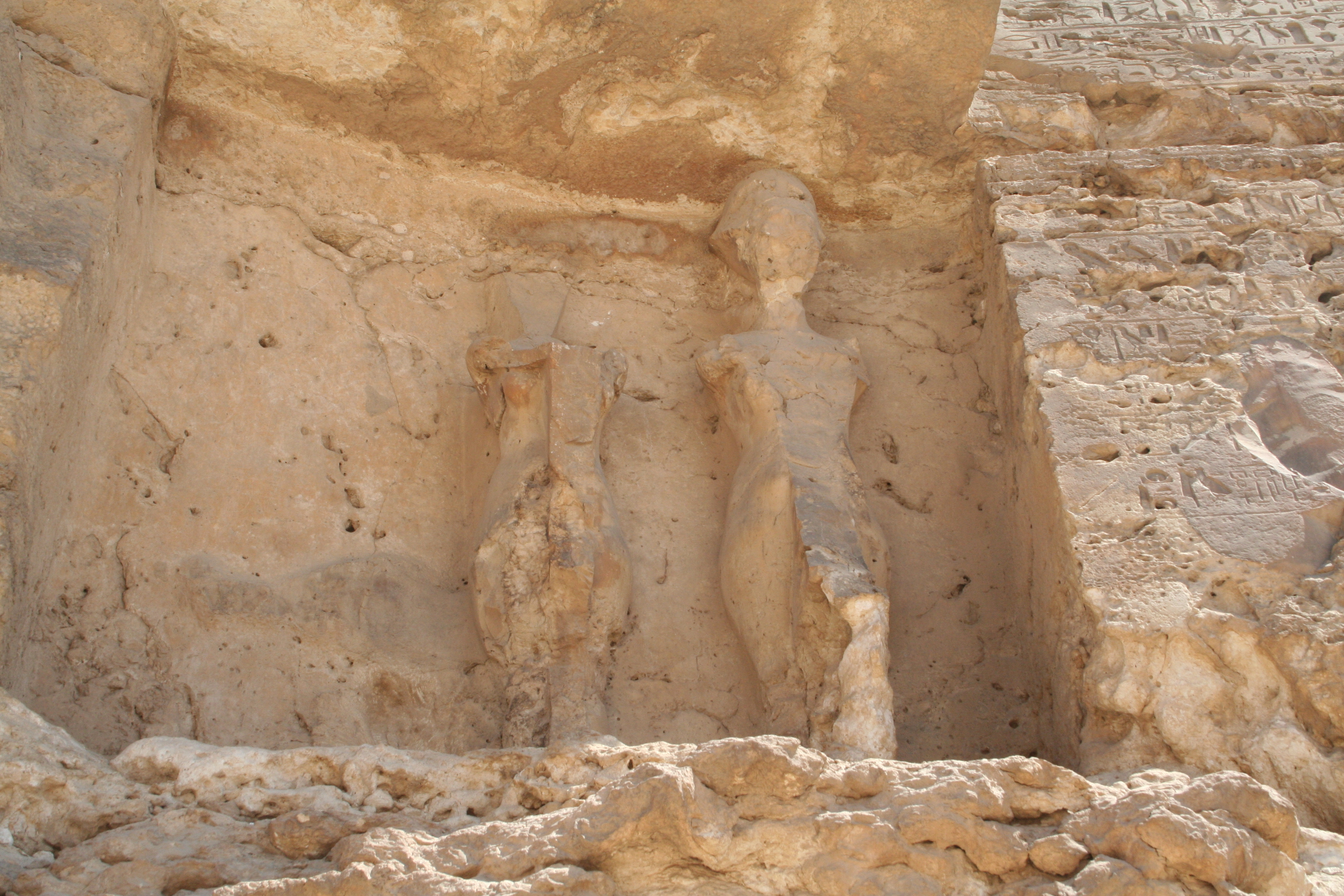
Vestigios de estelas fachadas en Amarna.

Se sabe que la estela fechada más antigua de la nueva ciudad de Ajetatón es la estela K límite que data del año 5, IV Peret (o mes 8), día 13 del reinado de Akenatón. La mayoría de las 14 estelas limítrofes originales se han erosionado gravemente, estas cuentan con descripciones de la fundación de la ciudad. Algunas registran el deseo del faraón de que se erigieran varios templos de Atón ahí, que se crearan varias tumbas reales en las colinas orientales de Amarna para él, su esposa principal Nefertiti y su hija mayor Meritatón, así como su orden explícita de que cuando estuviera muerto, lo llevarían de regreso a Amarna para su entierro. La estela K presenta una descripción de los eventos que se celebraban en Amarna:

Su Majestad montó un gran carro de electrum, como el Atón cuando se eleva en el horizonte y llena la tierra con su amor, y tomó un buen camino hacia Ajetatón, el lugar de origen que [el Atón] había creado para Sí mismo, podría ser feliz en eso. Era su hijo Wa'enrē [Akenatón] que lo fundó para Él como su monumento cuando su Padre le ordenó que lo hiciera. El cielo estaba alegre, la tierra se alegró de que cada corazón se llenara de deleite cuando lo vieron.

Este texto continúa diciendo que Akenatón hizo una gran ofrenda al dios Atón "y este es el tema [de la ocasión] que se ilustra en las estelas donde se encuentra con su reina y su hija mayor ante un altar colmado con ofrendas debajo de Atón, mientras brilla con sus rayos".

## Historia

### Antecedentes
La primera referencia conocida de Atón, el disco solar como una deidad, se encuentra en la historia de Sinuhé, de la dinastía 12, en la que se describe al rey fallecido como un dios que se eleva a los cielos y se une con el disco solar, el cuerpo divino fusionándose con su creador. Fue durante el reinado de Amenofis II que se hizo la iconografía más temprana de Atón, apareciendo en un monumento en Giza como un disco solar alado (aunque esta fue una manifestación de Ra) con los brazos extendidos agarrando el cartucho del faraón.

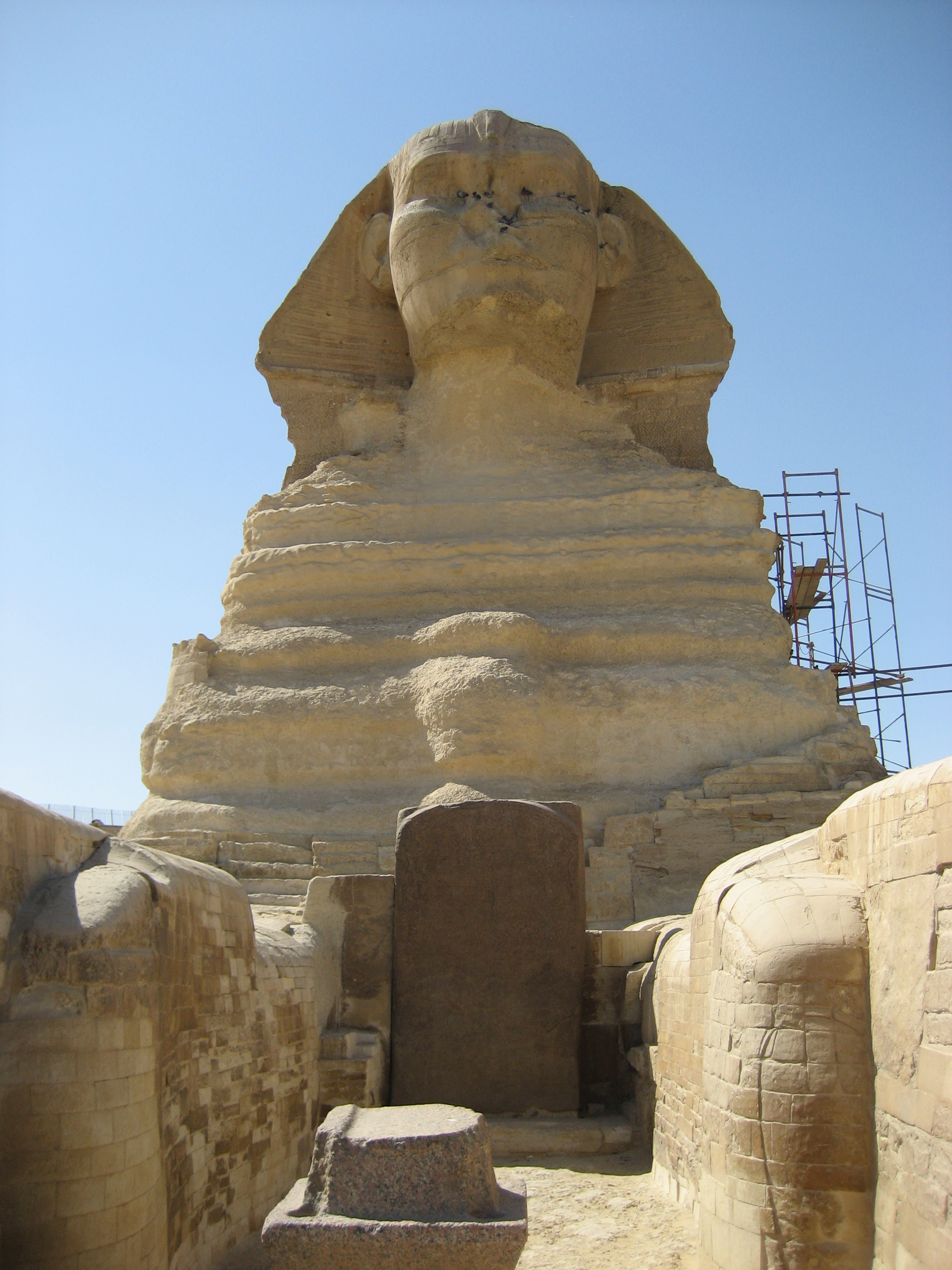
La estela del sueño, entre las patas de la Gran Esfinge de Giza.

Con la llegada al trono de Tutmosis IV la atracción del poder político aumentó hacia Atón en detrimento de Amón, la evidencia arqueológica demuestra que el faraón Tutmosis usurpó el trono al deshacerse de sus hermanos mayores, la tradición egipcia dictaba que para legitimar su mandato debía demostrar que había sido seleccionado por un dios, él eligió al Atón cuya historia con el faraón fue relatada en la Estela del Sueño que narra que el faraón durante un viaje de caza se quedó dormido bajo la cabeza de la Gran Esfinge de Guiza cuyo cuerpo estaba enterrado, allí se le apareció el dios Atón quien le dijo que si retiraba la arena de la esfinge él lo haría faraón lo cual cumplió. El hecho de que el faraón escogiera a un dios segundón y no al principal dios que era Amón representaba, según las interpretaciones actuales, un mensaje de aversión hacia los sacerdotes que habían estado acumulando mucho dinero y poder, más tarde Tutmosis emitió un escarabajo conmemorativo en el que Atón actúa como un dios de la guerra (un papel generalmente reservado para Amón) que protege al faraón.
Durante el reinado de Amenofis III, pese a la construcción de grandes templos, la rivalidad entre el faraón y los sacerdotes de Amón aumentaba, su hartazgo por las intromisiones, control económico y manipulaciones alentó activamente la adoración de Atón, enfatizando la adoración solar en muchas de sus extensas obras de construcción. De hecho, uno de los epítetos de ese rey era Tjekhen-Atón, o 'resplandor de Atón', un término que también se usó en varios otros contextos durante su reinado. Durante el reinado de Amenofis III, hay evidencia de un sacerdocio de Atón en Heliópolis, que era el centro tradicional para la adoración del dios del sol Ra, y también incorporó referencias a Atón en los nombres que dio a su palacio en Malkata, conocido como 'esplendor de Atón', una división de su ejército e incluso a un barco de recreo llamado 'Atón brilla'. Además, varios funcionarios de su reinado tenían títulos que los conectaban con el culto de Atón, como Hatiay, que era escriba del Templo de Atón en Menfis y Ramose que era "mayordomo de la mansión del Atón". Este último incluso fue representado con su esposa yendo a ver el disco solar.

### Etapa temprana

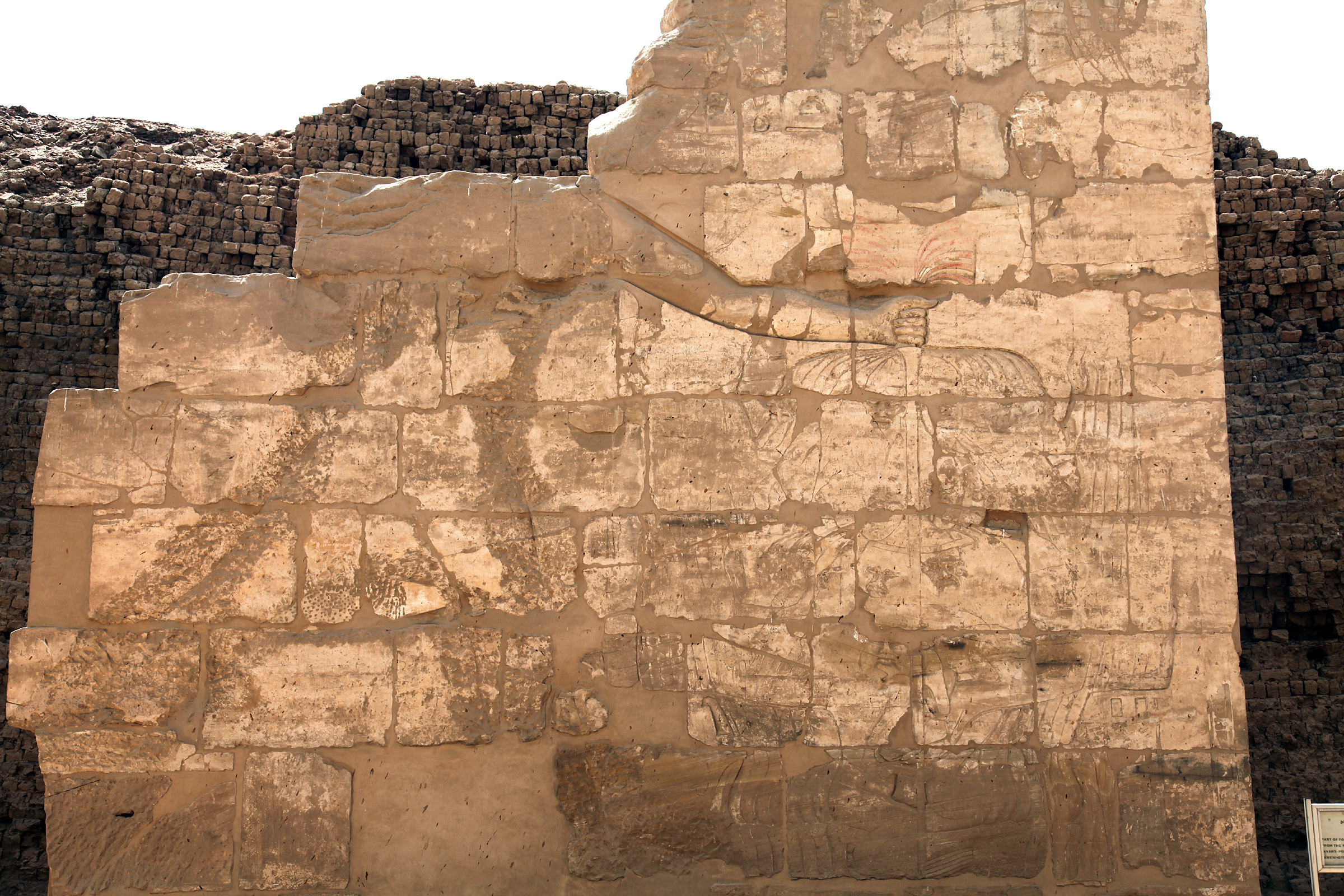
Amenofis IV golpeando a los enemigos de Egipto, relieve de su templo en Karnak.

Amenofis IV se convirtió en sucesor de Amenofis III, siendo coronado en Tebas y allí comenzó un programa de construcción. Decoró la entrada sur de los recintos del templo de Amón-Ra con escenas de su adoración a Ra. Pronto decretó la construcción de un templo dedicado a Atón en el este de Karnak. Este Templo de Amenofis IV se llamaba Gempaaten ("El Atón se encuentra en la finca de Atón"). El Gempaaten consistía en una serie de edificios, incluido un palacio y una estructura llamada Hwt Benben (llamada así por la piedra de Benben) que estaba dedicada a la reina Nefertiti. Otros templos de Atón construidos en Karnak durante este tiempo incluyen el Rud y el Teni, que pueden haber sido construidos cerca del Noveno Pilón. Durante este tiempo no se reprimió la adoración de Amón, y el Sumo Sacerdote de Amón todavía estaba activo en el cuarto año de su reinado.

### Oficialismo

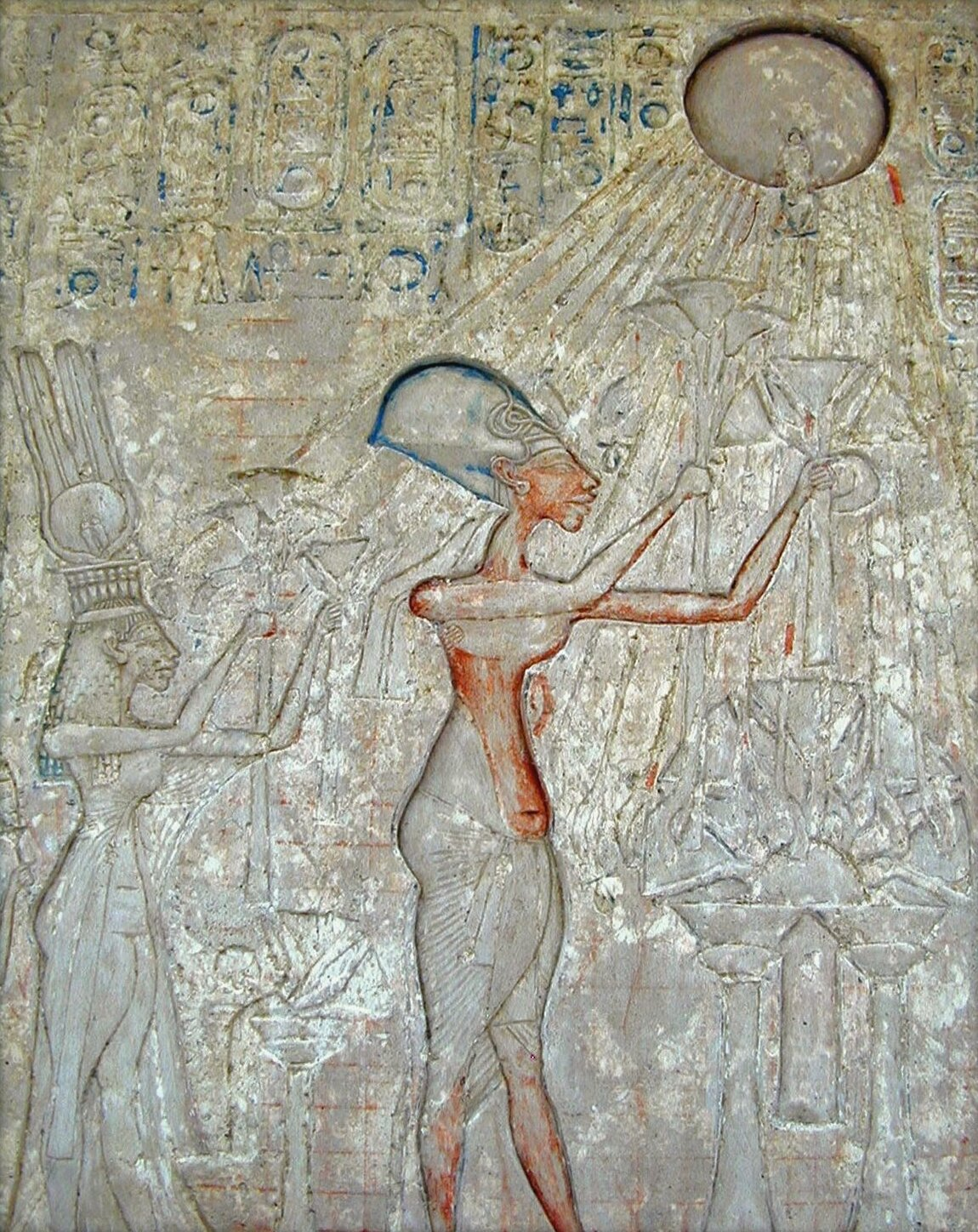
Faraón Akenatón y su familia adorando a Atón.

La religión atonista se basa en textos e inscripciones, creados a partir del inicio del reinado de Amenofis IV. El culto obtuvo grandes cantidades de adeptos de la corte, nobles y militares, quienes estaban hartos de las intromisiones del clero. El atonismo se extendió por todo el Imperio Nuevo, a pesar de la oposición de los sacerdotes de Amón, aunque muchos de los ciudadanos que se convirtieron a la religión, no creían realmente y seguían con el culto a los dioses antiguos en secreto. En el quinto año del reinado de Amenofis (ahora Akenatón) se había empezado la construcción de una nueva capital y para el año séptimo la capital del país ya había sido trasladada a Ajetatón en la actual Amarna, quedando fuera de la influencia de los sacerdotes y trasladando a la corte, militares y ciudadanos hacia la nueva ciudad.

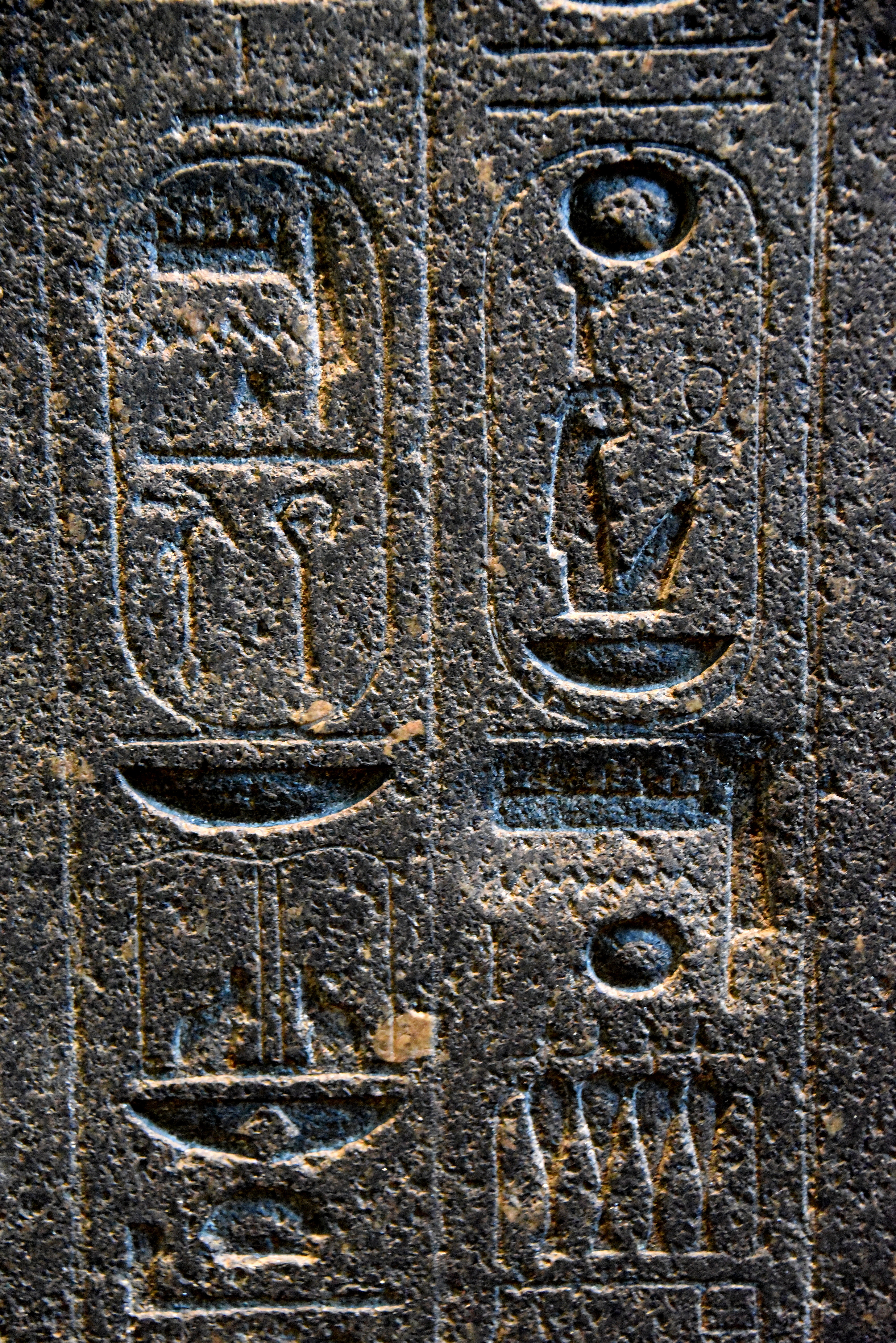
Jeroglíficos en el pilar posterior de la estatua de Amenofis III. Hay 2 lugares donde los atonistas borraron el nombre de Amón, luego restaurado en una superficie más profunda.

En el año sexto del reinado de Akenatón, la religión se radicalizó y se empezó una persecución sistemática contra los seguidores y sacerdotes de los antiguos dioses. Los templos fueron cerrados y las propiedades del clero fueron incautadas, en todo Egipto el nombre de Amón fue borrado de los cartuchos y sus esculturas fueron destruidas. Los sacerdotes escondieron muchos de los ídolos y tuvieron que huir ante el inicio de la persecución.
En los años posteriores, llegó el punto cúspide del reinado del faraón, varios embajadores, regalos y mujeres de otros países eran enviadas a Akenatón, los templos de Atón recibían ofrendas diarias, Akenatón y Nefertiti eran adorados por el pueblo ya que eran el único puente entre el dios y el pueblo.
La economía del país estaba volcada a los esfuerzos de la nueva religión y manteniendo una política de proyección interna, lo que llevó hacia los últimos años, el descuido del exterior, al poco financiamiento y baja preparación del ejército; con el pasar del tiempo las potencias rivales de Egipto descubrirían esa debilidad y atacarían a aliados estratégicos del Imperio Nuevo en Siria. Embajadores escribían que ya no eran respetados y militares expresaban su alerta por el mal estado del ejército. El caso más representativo de la pasividad atonista fue el de Rib-Hadda, rey del estado títere egipcio de Biblos. El estadista escribió sesenta cartas al faraón donde explicó la compleja situación militar de la zona y solicitó reiteradamente la intervención del ejército egipcio en una situación que se estaba volviendo cada vez más desventajosa. En sus cartas Rib-Hadda, llega a hablar de conspiraciones contra él e intentos de asesinato, en una de sus cartas dice que se siente como "un pájaro atrapado en una red". Después de la caída de la vecina ciudad de Zemar, los representantes egipcios de alto rango fueron retirados, dejando a Biblos sin la apariencia disuasoria del apoyo egipcio. Sus súplicas de ayuda fueron evidentemente dejadas sin respuesta y causaron mucha incomodidad a Akenatón. La irritación del faraón con el estadista se relata en EA 117 donde se cita al faraón diciéndole a Rib-Hadda "¿Por qué sigues escribiéndome?”. El rey permaneció leal a Egipto, informando sobre la situación y pidiendo ayuda hasta su desaparición histórica después de ser forzado al exilio.
Los historiadores no logran ponerse de acuerdo si es que en algún momento el ejército egipcio en tiempos del atonismo llegó a entrar en combate en Asia, mientras algunos afirman que no se llevaron a cabo movimientos militares en este periodo, algunas evidencias dejan ver que en realidad en algún momento el ejército entró en combate. Desde pequeñas representaciones en objetos donde Nefertiti es representada golpeando a los enemigos de Egipto, hasta documentos encontrados en la capital hitita donde se acusa a soldados egipcios de llevar una misteriosa plaga. Lo que ya son hechos comprobados es el envío de tropas Medjay a Canaán y que en contraste con su pasividad en Asia, en África se realizó al menos una expedición militar en Nubia en el año 12 del reinado de Akenatón. Paradójicamente, durante el atonismo, surgirían las carreras militares de líderes como Horemheb, que continuaría sirviendo como faraón en los años posteriores o la aparición de prominentes familias de militares nobles de las que surgirían futuros faraones: Ramsés I, Seti I y Ramsés II.

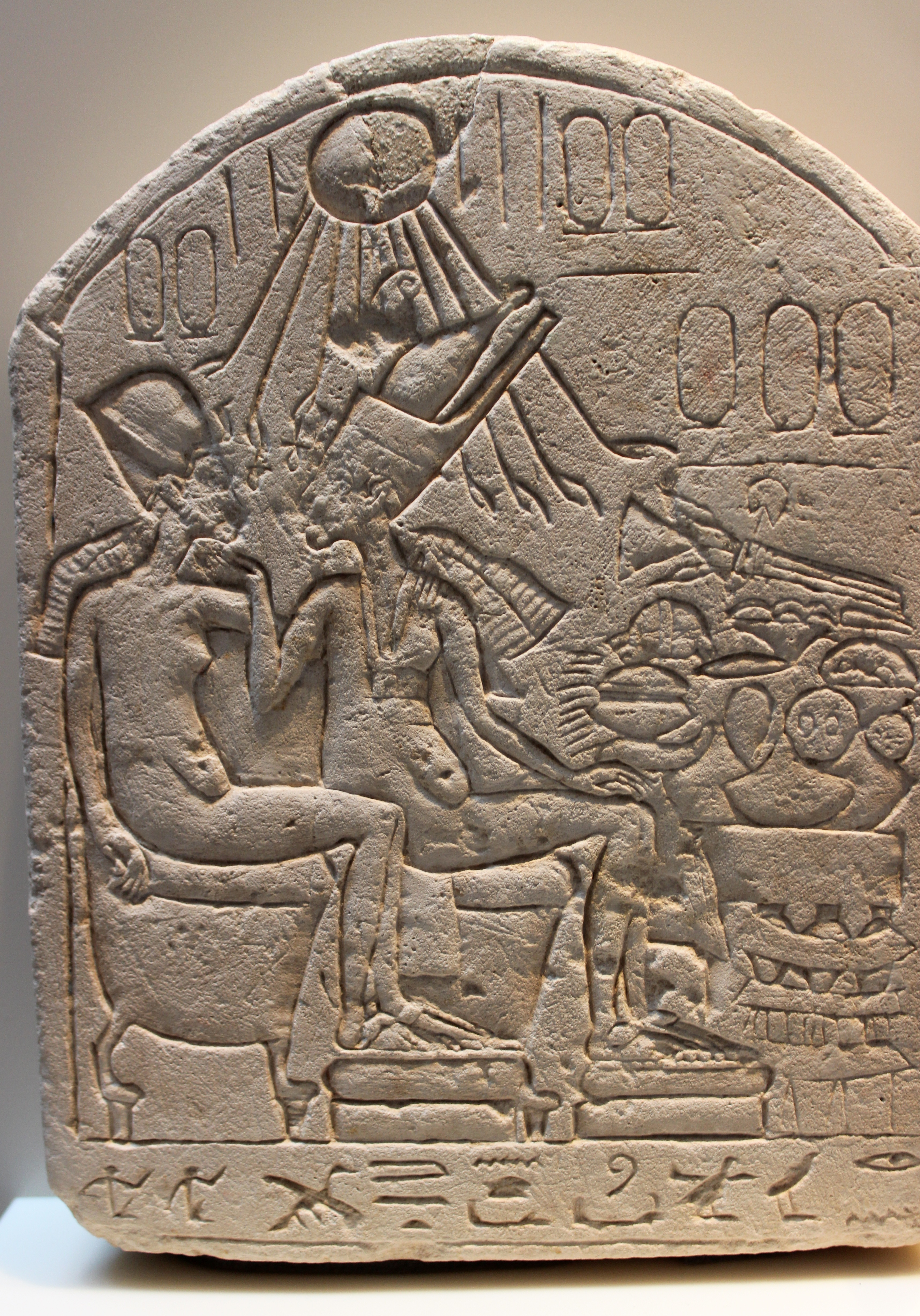
La Estela de Berlín 17813, que representa a una mujer faraón (Neferneferuatón) acariciando a Akenatón.

El faraón logró preservar el control de Egipto sobre el núcleo de su Imperio del Cercano Oriente (que consistía en el actual Israel y la costa fenicia) mientras evitaba el conflicto con el cada vez más poderoso Imperio hitita de Suppiluliuma I. Solo la provincia fronteriza egipcia de Amurru en Siria alrededor del río Orontes se perdió permanentemente.
A pesar de todo, los gobernantes atonistas en las provincias siguieron manteniéndose leales y notificaban al faraón que habían seguido sus instrucciones:

Al rey, mi señor, mi dios, mi sol, el sol del cielo: Mensaje de Yapahu, el gobernante de Gazru, tu sirviente, la tierra a tus pies. De hecho, me postro a los pies del rey, mi señor, mi dios, mi sol ... 7 y 7 veces, sobre el estómago y la espalda. De hecho, estoy protegiendo el lugar del rey, mi señor, el Sol del cielo, donde estoy, y todas las cosas que el rey, mi señor, me ha escrito, de hecho estoy llevando a cabo, ¡todo! ¿Quién soy, un perro, y cuál es mi casa ... y qué es lo que tengo, que las órdenes del rey, mi señor, el Sol del cielo, no deben obedecer constantemente?
(EA 378)

Hacia el final del gobierno de Akenatón, las cosas empezaron a estar mal en Amarna, los ciudadanos de Ajetatón tenían que ser sobornados por el faraón para seguir leales a la nueva religión, los trabajos en las tumbas estaban siendo detenidos, la muerte de varios miembros de la corte y de la familia real, la desaparición de personajes importantes, la aparición de una misteriosa plaga (la descrita también por los hititas) la cual fue vista como una maldición de los dioses antiguos y la muerte de Akenatón en el año 17 de su reinado, llevaron a un grave problema al culto.
Los sucesores de Akenatón: Semenejkara y Neferneferuatón, durante sus efímeros reinados no fueron capaces de mantener el culto y la estabilidad, ellos desaparecen de los registros históricos y Tutankatón sube al trono, por consejo de su visir Ay, la capital es regresada a Tebas y el atonismo deja de ser la religión oficial.

### Decadencia

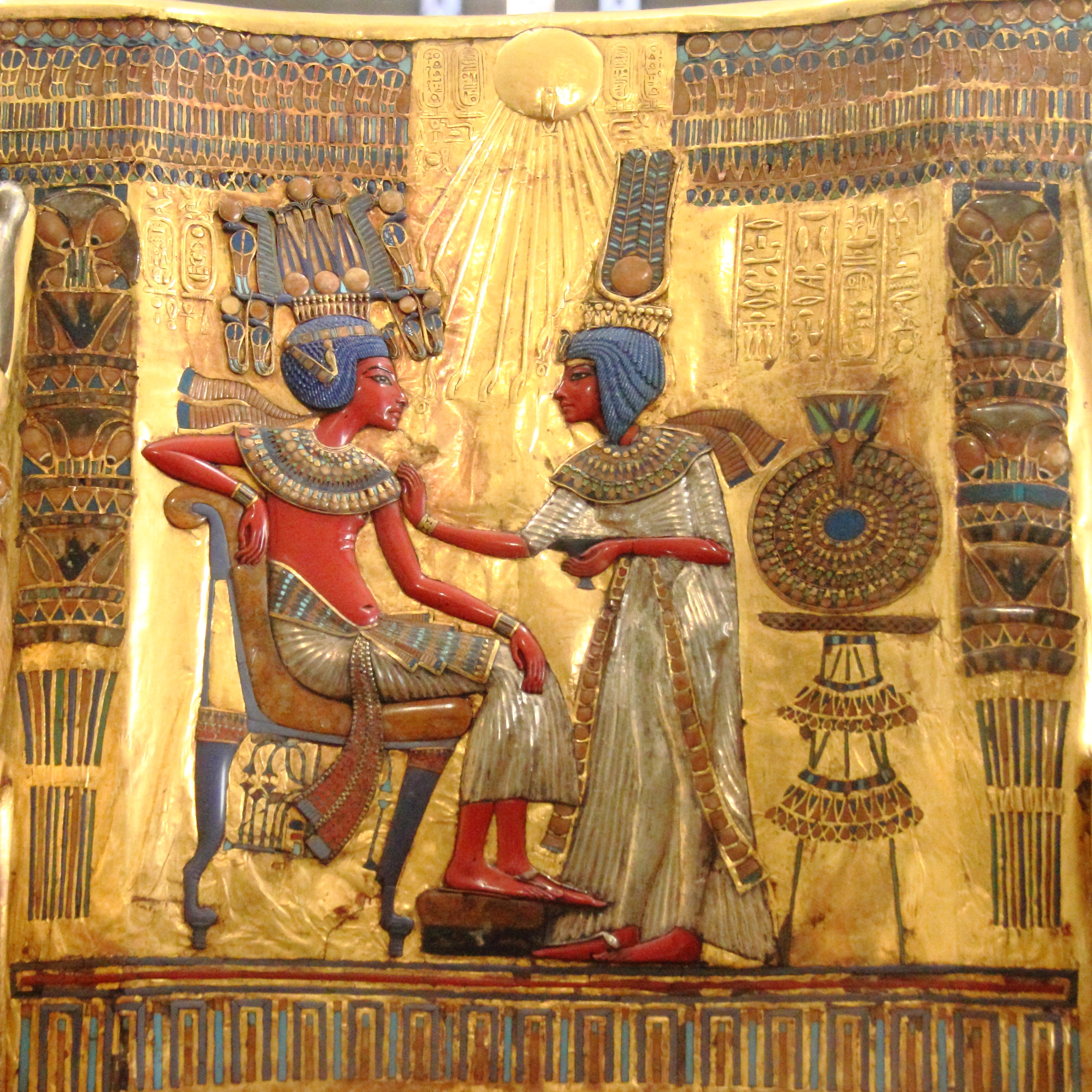
Atón bendice a Tutankamón y Anjesenamón.

Tras mover la capital, Tutankatón y su reina eliminaron el “Atón” de sus nombres, reemplazándolo con “Amón”. El nuevo faraón había renunciado al dios Atón, relegándolo a la oscuridad y devolvió la religión egipcia a su forma politeísta. El nuevo gobernante hizo varias donaciones que enriquecieron y se sumaron a las arcas sacerdotales de los cultos de Amón y Ptah. Ordenó nuevas estatuas de las deidades con los mejores metales y piedras y ordenó nuevas barcas procesionales hechas con el mejor cedro del Líbano y las embelleció con oro y plata. Los sacerdotes tuvieron sus posiciones restauradas y se les otorgó un decreto de protección real para asegurar su futura estabilidad.

Los dioses y diosas de Egipto, desde la Isla Elefante hasta el Delta del Nilo, habían sido abandonados, sus santuarios habían caído en el olvido y estaban invadidos por las hierbas, el pueblo egipcio estaba confuso, los dioses se habían olvidado de esta tierra.
Fragmento de una estela colocada por Tutankamón en Karnak.

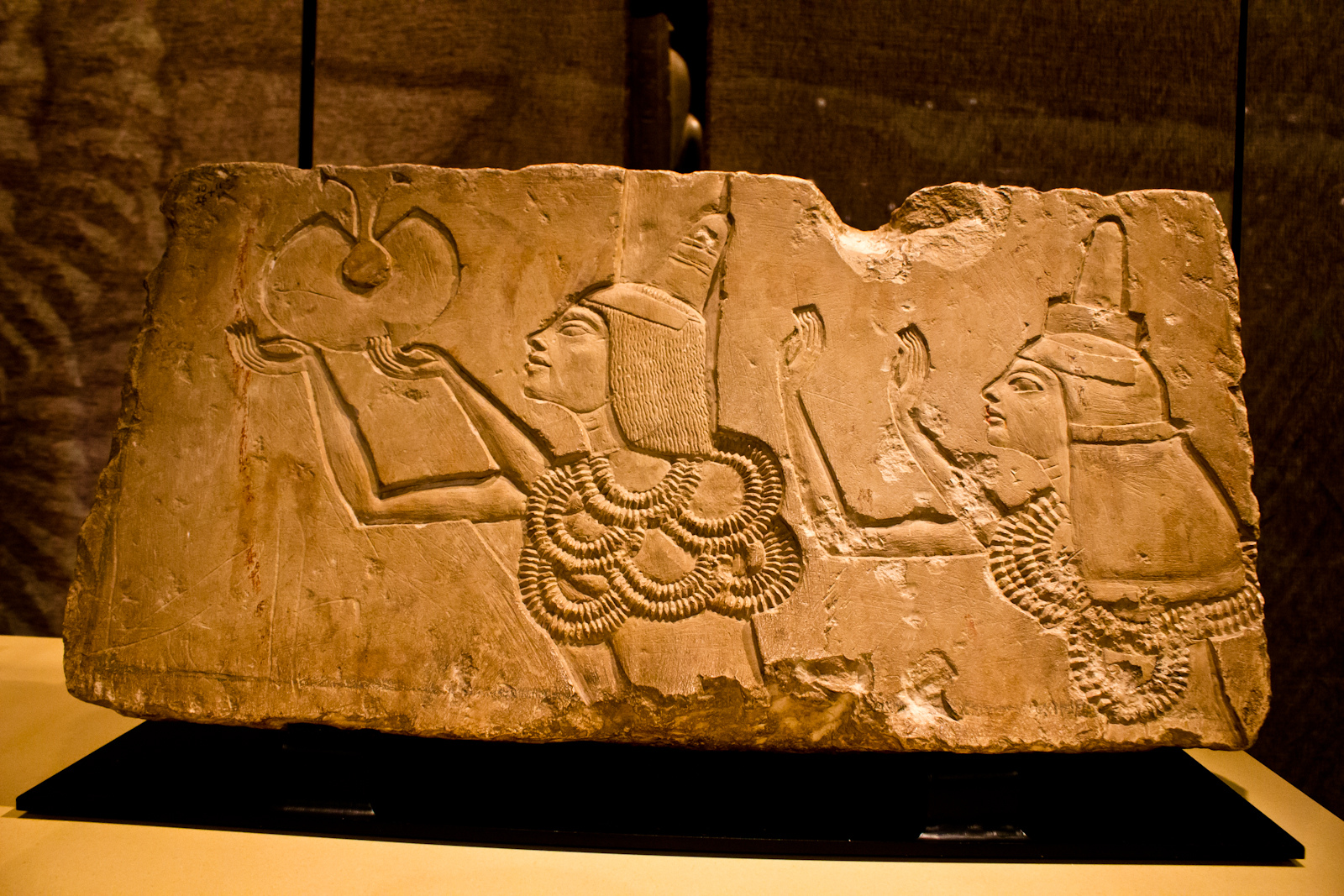
Ay ofreciendo anillos de oro al Atón, aunque restauró el culto a Amón, en el pasado Ay fue un atonista.

Debido al abandono y la nula disposición a mantener guardias en Ajetatón, los tesoros y momias en Amarna fueron evacuadas hacia Tebas y la ciudad fue cayendo en el olvido. Tutankamón reconstruyó las estelas, santuarios y edificios en Karnak. Agregó obras a Luxor y comenzó a restaurar otros templos en todo Egipto que fueron saqueados o destruidos durante el atonismo. Durante el reinado de Ay, también se continuó con la restauración de los antiguos dioses.

### Persecución y abolición
Tras su llegada al trono, Horemheb inició una serie de reformas para sacar a los atonistas del gobierno. El nuevo faraón designó jueces, tribunas regionales, reintrodujo a las autoridades religiosas locales y dividió el poder legal entre el Alto Egipto y el Bajo Egipto entre los visires de Tebas y Menfis, respectivamente.

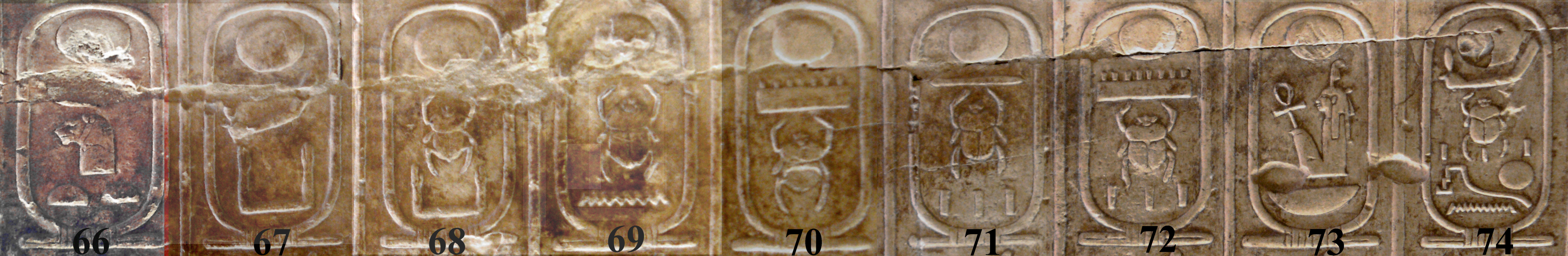
En la Lista Real de Abidos Amenofis III y Horemheb aparecen juntos, los cinco faraones del periodo amarna no fueron incluidos en un intento por borrar sus legados.

Horemheb también reformó y expulsó a los atonistas del ejército y reorganizó la fuerza laboral de Deir el-Medina en su séptimo año. Como ex atonista, el nuevo faraón también temía la deslealtad de los sacerdotes y aunque continuó la restauración del culto de Amón, evitó que los sacerdotes formaran un dominio absoluto en el poder, al designar deliberadamente a sacerdotes que provenían principalmente del ejército egipcio, ya que podía confiar en su lealtad personal.
Después de los enormes trastornos sociales generados por la reforma religiosa de Akenatón, la principal prioridad de Horemheb, Ramsés I y Seti I fue restablecer el orden en el reino, borrar los vestigios del atonismo y reafirmar la soberanía de Egipto sobre Canaán y Siria, que se había visto comprometida por las crecientes presiones externas de los hititas, durante el periodo Amarna. Seti ordenó el inicio de la demolición de Ajetatón.

### Consecuencias de su fin

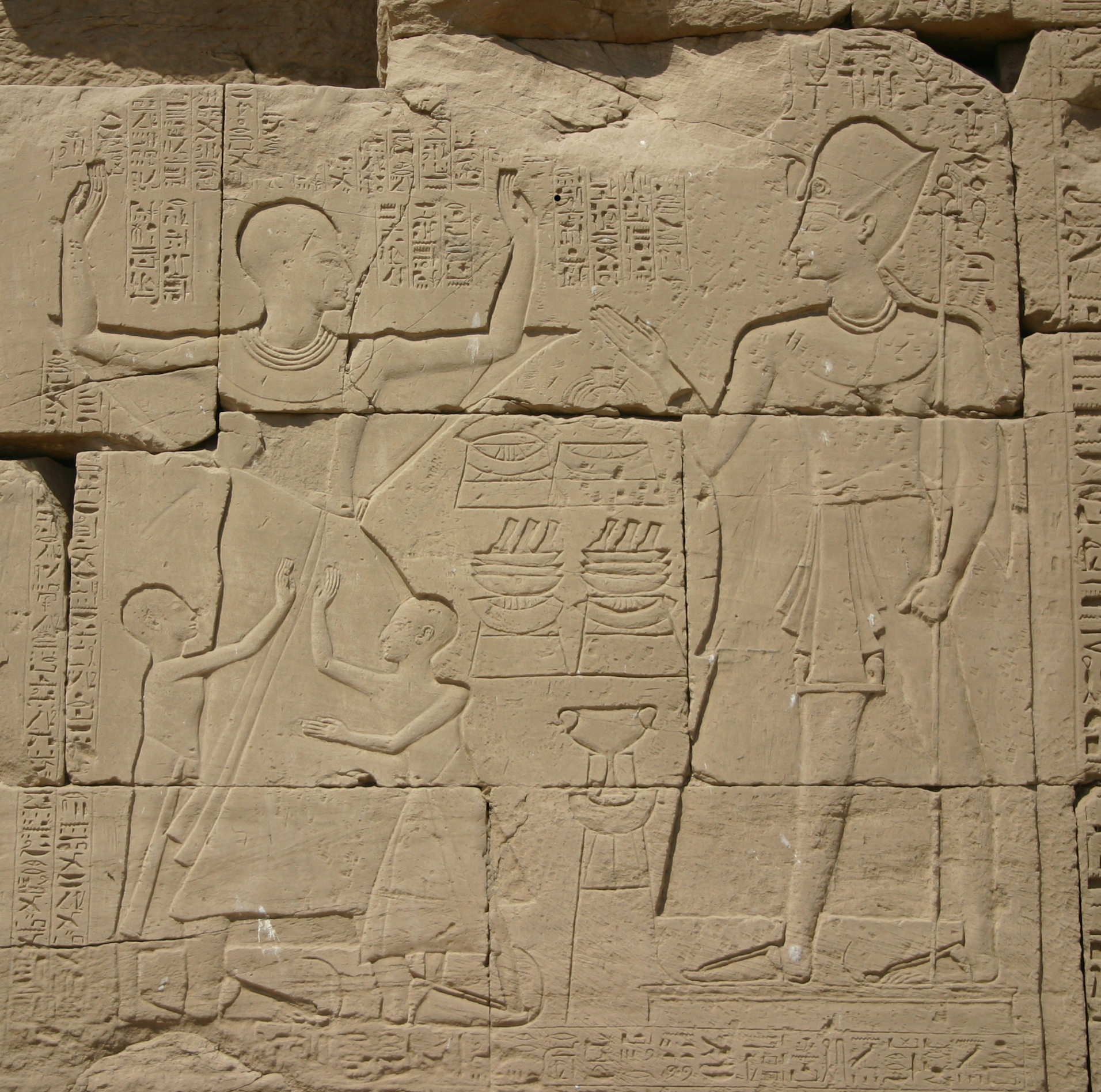
El sumo sacerdote de Amón Amenhotep y el faraón Ramsés IX en Karnak. En Egipto nadie podía ser representado con la misma estatura que el faraón, estar a su misma altura indica el gran poder que habían adquirido los sacerdotes de Amón.

Desde el reinado de Amenofis III ya se advertía del gran poder que estaban adquiriendo los sacerdotes de Amón, sus intromisiones empezaban a incomodar al poder político y el surgimiento del atonismo logró ser efectivo para frenar el poder del clero tebano. Tras el fin del periodo amarna, las propiedades y bienes de los sacerdotes fueron restaurados, se les dotó de nuevas riquezas y fueron ampliamente favorecidos.
Ramsés I sirvió como el Sumo Sacerdote de Amón, como tal, jugó un papel importante en la restauración de la antigua religión después de la herejía de Amarna y explica por qué el embate contra los atonistas aumentaría a partir de ahí.
El clero tebano, ya sin límites, lograría obtener un poder político y económico sin precedentes en los años posteriores al final del periodo Amarna. Los sacerdotes de Karnak estuvieron involucrados en la conspiración contra Ramsés III, a partir de la conspiración del harem, se considera el final del poder faraónico real y el inicio de la decadencia egipcia, los gobernantes posteriores serían considerados marionetas del poder religioso.
A partir de la Dinastía XXI, varios faraones habrían sido antes sumos sacerdotes de Amón. Los sacerdotes de Amón llegaron a poseer dos tercios de todas las tierras de Egipto y el noventa por ciento de los barcos, además de otros muchos recursos.

## Redescubrimiento y excavaciones

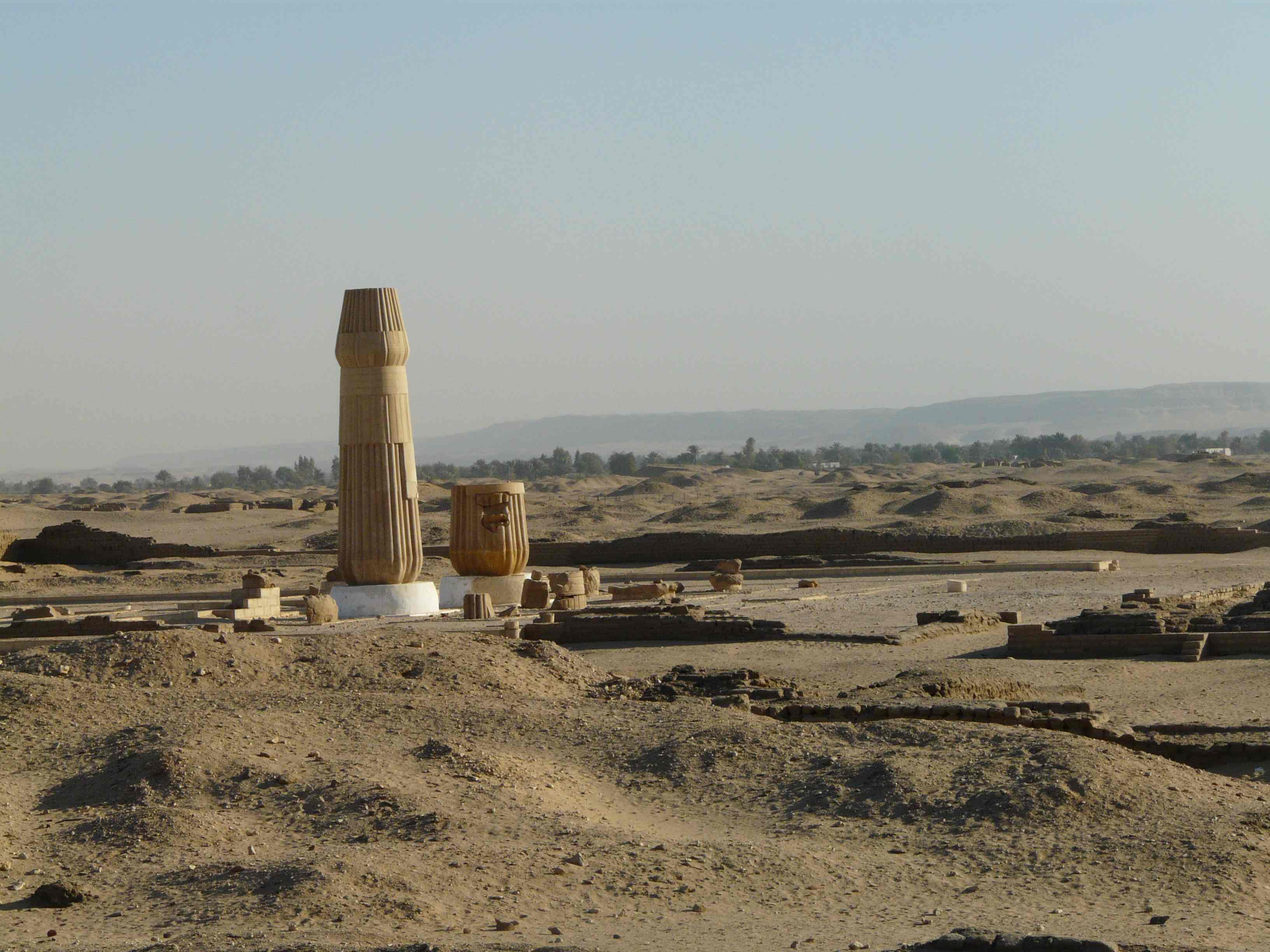
Vestigios del pequeño templo de Atón en Amarna.

La primera mención occidental de Ajetatón fue hecha en 1714 por Claude Sicard, un sacerdote jesuita francés que viajaba por el valle del Nilo, y describió la estela fronteriza de Amarna. Como en gran parte de Egipto, fue visitado por el cuerpo de arqueología de Napoleón en 1798-1799, quienes prepararon el primer mapa detallado de Amarna, que posteriormente se publicó en la Descripción de l'Égypte entre 1821 y 1830.
La exploración europea continuó en 1824 cuando Sir John Gardiner Wilkinson exploró y cartografió los restos de la ciudad. El copista Robert Hay y su agrimensor G. Laver visitaron la localidad y descubrieron varias de las Tumbas del Sur que habían sido cubiertas por las corrientes de arena, registrando los relieves en 1833. Las copias realizadas por Hay y Laver se guardaron en la Biblioteca Británica, donde se hizo un proyecto en curso para identificar su ubicación.
Una expedición prusiana dirigida por Richard Lepsius visitó el sitio en 1843 y 1845, y registró los monumentos visibles y la topografía de Amarna en dos visitas separadas durante un total de doce días, utilizando dibujos y otros papeles. Los resultados se publicaron finalmente en Denkmäler aus Ägypten und Äthiopien entre 1849 y 1913, incluido un mapa mejorado de la ciudad. A pesar de tener una precisión algo limitada, las placas grabadas de Denkmäler formaron la base para el conocimiento e interpretación de muchas de las escenas e inscripciones en las tumbas privadas y algunas de las estelas fronterizas durante el resto del siglo. Los registros realizados por estos primeros equipos de exploradores son de inmensa importancia ya que muchos de estos restos fueron destruidos o perdidos.

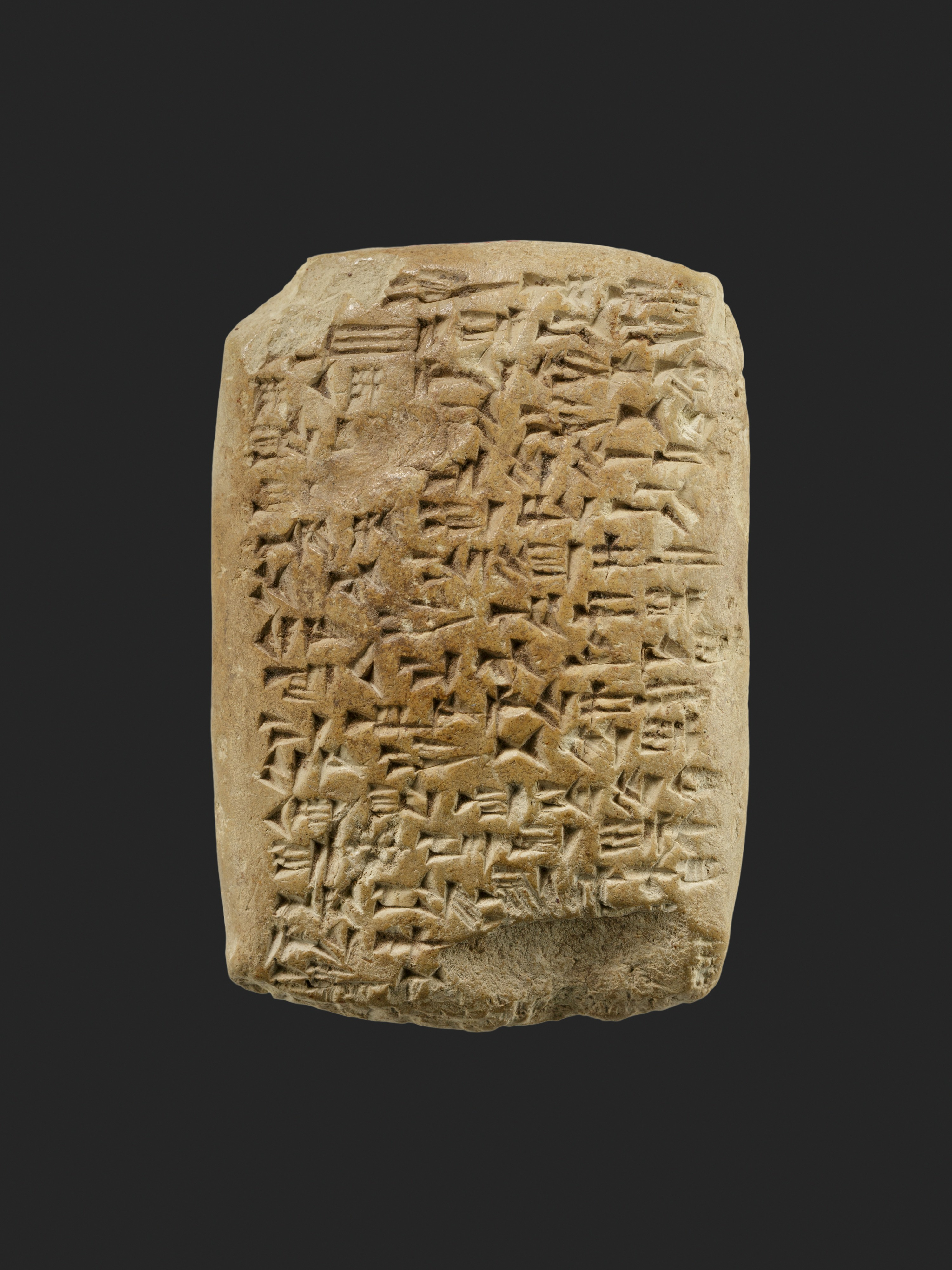
EA 153 de Abimilku.

En 1887, una mujer local que buscaba sebakh descubrió un alijo de más de 300 tablillas cuneiformes (ahora comúnmente conocidas como las Cartas de Amarna). Estas tablillas registraron correspondencia diplomática selecta del faraón y se escribieron predominantemente en acadio, la lengua franca comúnmente utilizada durante la Edad de Bronce tardía del Cercano Oriente antiguo para dicha comunicación. Este descubrimiento condujo al reconocimiento de la importancia del sitio y condujo a un aumento adicional en la exploración.
Entre 1891 y 1892, Alessandro Barsanti “descubrió” y limpió la tumba del rey (aunque probablemente la población local la conocía desde aproximadamente 1880). Casi al mismo tiempo, Sir Flinders Petrie trabajó durante una temporada en Amarna, trabajando independientemente del Fondo de Exploración de Egipto. Excavaba principalmente en la Ciudad Central, investigando el Gran Templo de Atón, el Gran Palacio Oficial, la Casa del Rey, la Oficina de Correspondencia del Faraón y varias casas privadas. Aunque con frecuencia ascendía a poco más que un sondeo (encuesta), las excavaciones de Petrie revelaron tablillas cuneiformes adicionales, los restos de varias fábricas de vidrio y una gran cantidad de lozas, vidrio y cerámica al tamizar los montones de basura del palacio (incluidos los tiestos micénicos). Al publicar sus resultados y reconstrucciones rápidamente, Petrie pudo estimular un mayor interés en el potencial del sitio.

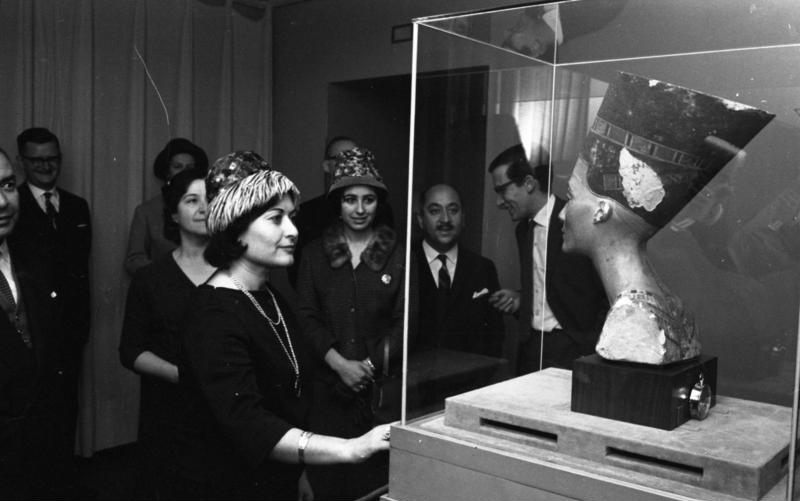
El busto de Nefertiti en 1963.

El copista y artista Norman de Garis Davies publicó descripciones dibujadas y fotográficas de tumbas privadas y estelas fronterizas de Amarna de 1903 a 1908. El EES volvió a publicar estos libros en 2006.
En los primeros años del siglo XX (1907 a 1914), la expedición Deutsche Orientgesellschaft, dirigida por Ludwig Borchardt, excavó ampliamente en los suburbios norte y sur de la ciudad. El famoso busto de Nefertiti, ahora en el Museo Ägyptisches de Berlín, fue descubierto entre otros artefactos escultóricos en el taller del escultor Tutmosis. El estallido de la Primera Guerra Mundial en agosto de 1914 puso fin a las excavaciones alemanas.

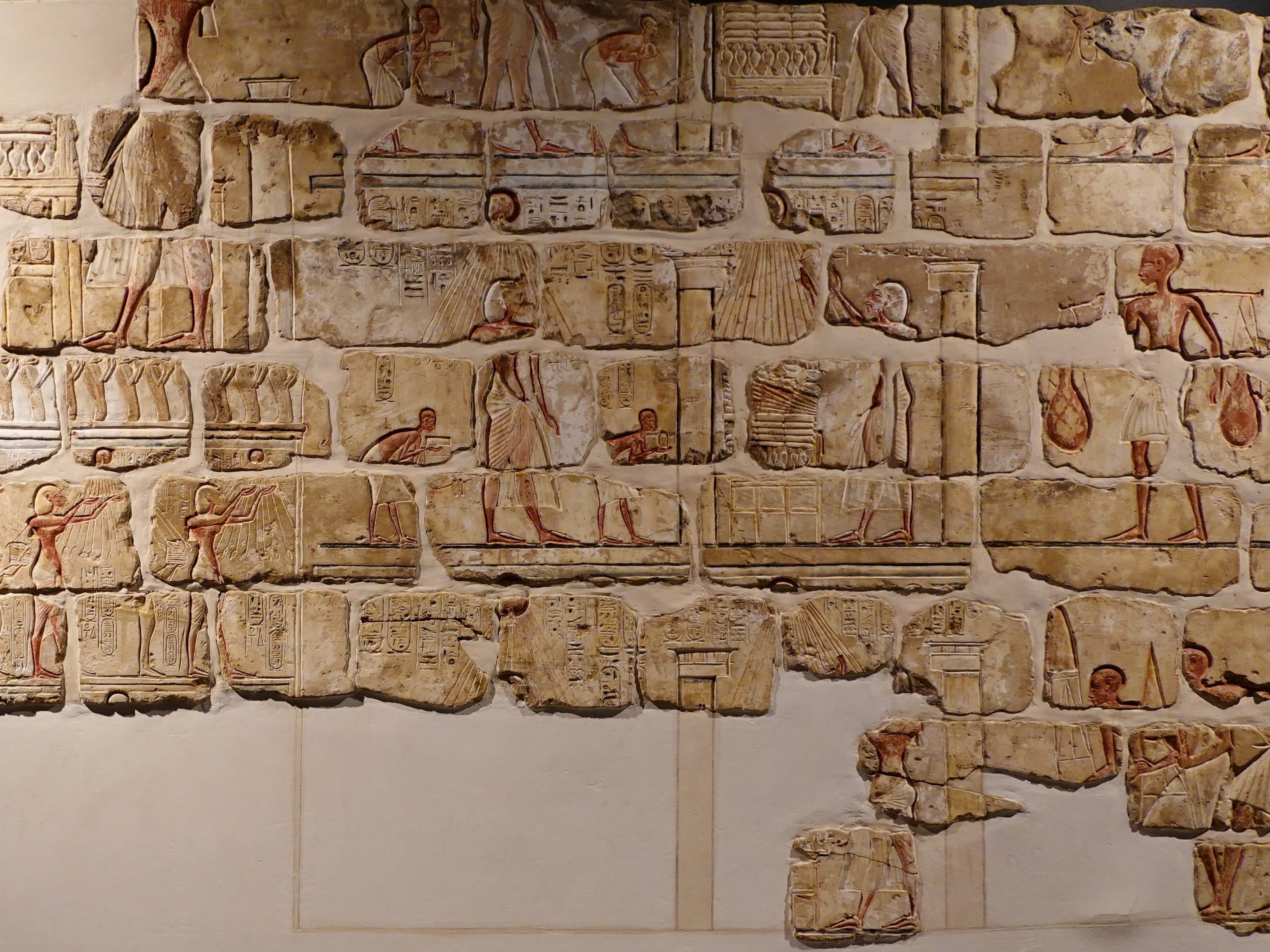
Los talatat reconstruidos del templo de Amenofis IV en Karnak.

De 1921 a 1936, una expedición de la Sociedad de Exploración de Egipto volvió a excavar en Amarna bajo la dirección de T.E. Peet, Sir Leonard Woolley, Henri Frankfort, Stephen Glanville y John Pendlebury. Mary Chubb fue la administradora de las excavaciones. Las renovadas investigaciones se centraron en las estructuras religiosas y reales.
Durante la década de 1960, la Organización de Antigüedades de Egipto (ahora el Consejo Supremo de Antigüedades de Egipto) realizó una serie de excavaciones en Amarna.

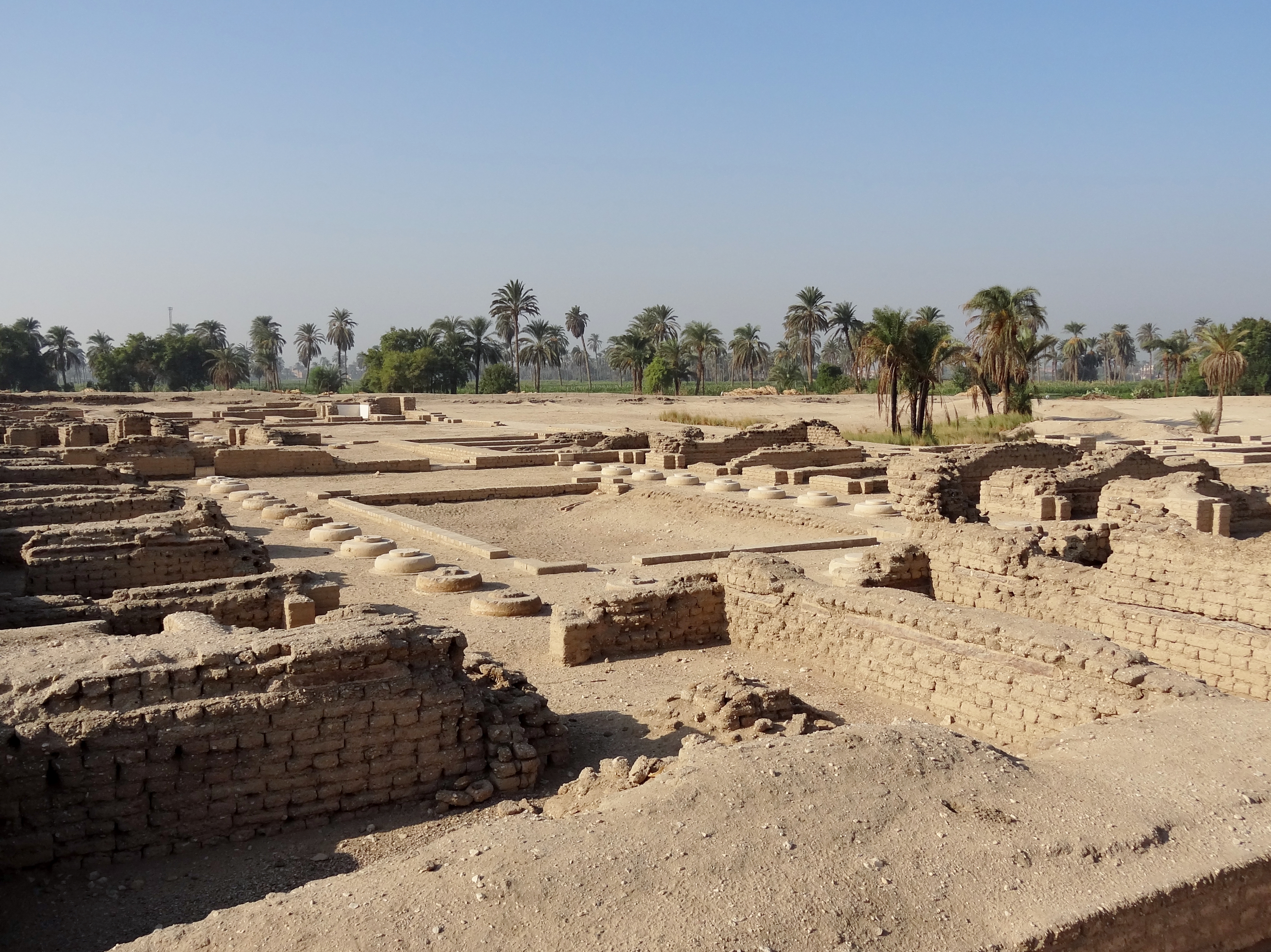
Vestigios arqueológicos en Amarna.

La exploración de la ciudad continúa hasta el presente, actualmente bajo la dirección de Barry Kemp (Profesor Emérito de Egiptología de la Universidad de Cambridge, Inglaterra) (hasta 2006, bajo los auspicios de la Sociedad de Exploración de Egipto y ahora con el Proyecto Amarna). En 1980, una expedición separada dirigida por Geoffrey Martin describió y copió los relieves de la Tumba Real, y luego publicó sus hallazgos junto con objetos que se cree que provienen de la tumba. Este trabajo fue publicado en 2 volúmenes por el EES.
De 2005 a 2013, el Proyecto Amarna excavó en un cementerio de particulares, cerca de las tumbas del sur de los Nobles.

## Moisés

### Sigmund Freud

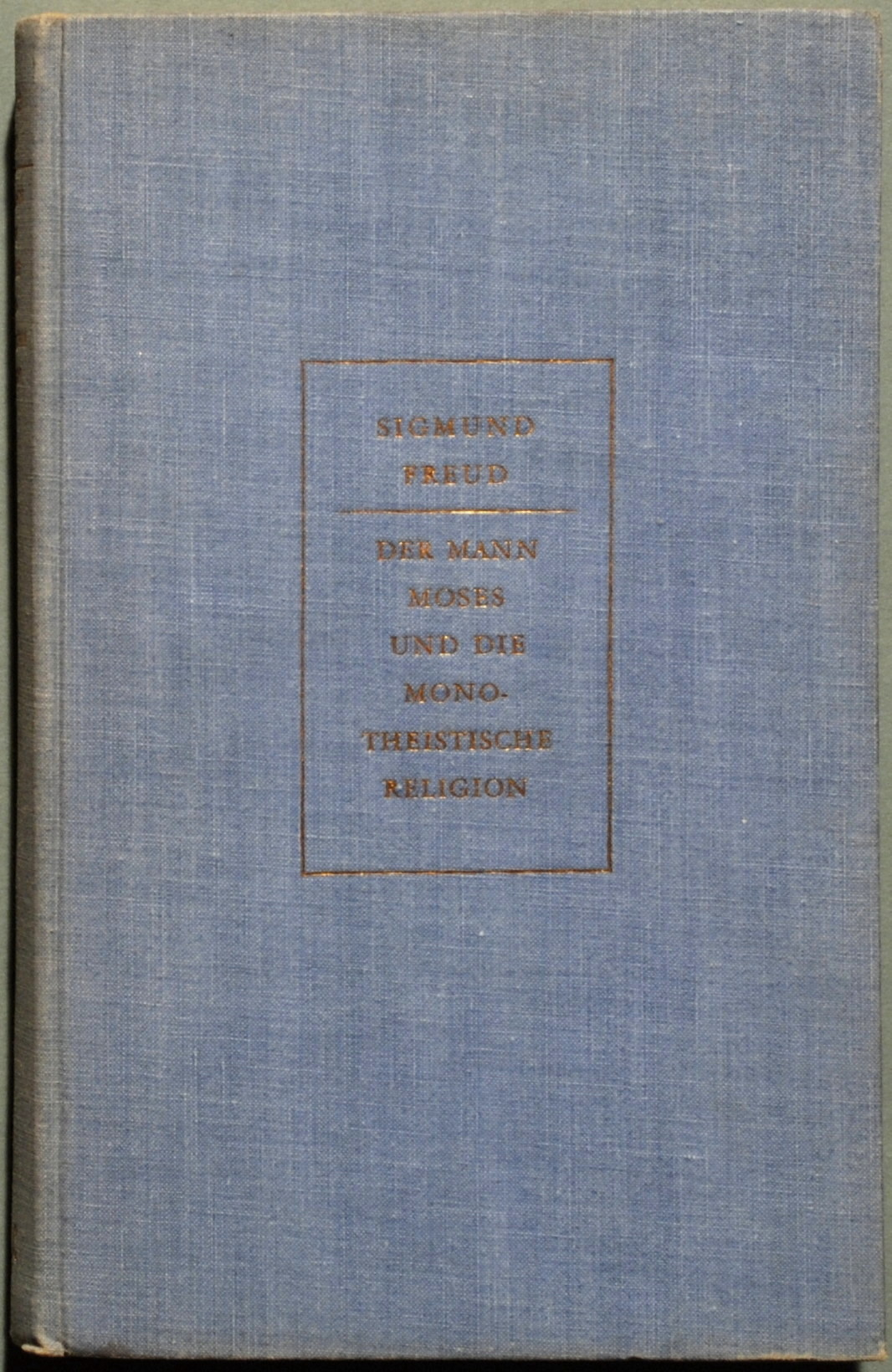
Portada de la primera edición (1939) de Moisés y la religión monoteísta.

Moisés y la religión monoteísta es un libro de 1939 sobre el monoteísmo escrito por Sigmund Freud, el fundador del psicoanálisis. El libro consta de tres ensayos y es una extensión del trabajo de Freud sobre teoría psicoanalítica como un medio para generar hipótesis sobre eventos históricos, en combinación con su obsesiva fascinación por la erudición y las antigüedades egiptológicas. Freud plantea la hipótesis de que Moisés no era hebreo, sino que nació en la nobleza egipcia antigua y probablemente era un atonista.
La historia bíblica de Moisés es reinterpretada por Freud a la luz de los hallazgos en Amarna. La evidencia arqueológica de la Herejía de Amarna, solo se había descubierto hasta 1714 y la interpretación de esa evidencia todavía estaba en una fase temprana. La monografía de Freud sobre el tema, a pesar de toda la controversia que finalmente provocó, fue uno de los primeros relatos populares de estos hallazgos.
En el recuento de Freud de los acontecimientos, Moisés condujo a la libertad a sus seguidores más cercanos (durante un período inestable en la historia egipcia después de la muerte de Akenatón hacia 1350 a. C.), que posteriormente mataron al Moisés egipcio en rebelión, y aún más tarde se unieron a otra tribu monoteísta en Madián que adoraba a un dios volcán llamado Yahweh.
Freud supuso que el dios solar monoteísta del Moisés egipcio estaba fusionado con Yahweh (el dios volcánico madianita), y que las obras de Moisés fueron atribuidas a un sacerdote madianita que también se llamó Moisés. Moisés, en otras palabras, es una figura compuesta, de cuya biografía se ha eliminado la sublevación y asesinato del sacerdote del culto egipcio de Amarna.
Freud explica que siglos después del asesinato del Moisés egipcio, los rebeldes lamentaron su acción, formando así el concepto del Mesías como una esperanza para el regreso de Moisés como el Salvador de los israelitas. Freud afirmó que la culpa colectiva reprimida (o censurada) derivada del asesinato de Moisés se transmitió de generación en generación; llevando a los judíos a expresiones neuróticas del sentimiento legalmente religioso para dispersarse o hacer frente a su herencia de trauma y culpa. En muchos aspectos, el libro reitera la teogonía que Freud argumentó por primera vez en Totem y tabú.

### Ahmed Osman
Su hipótesis dice que José era el suegro de Amenofis III, Yuya. En 1987, esta teoría sirvió de base para su primer libro, Stranger in the Valley of the Kings.
Osman identificó al funcionario egipcio nacido como semita, José con el oficial egipcio Yuya, y afirmó la identificación del libertador hebreo Moisés con el faraón egipcio Akenatón.
El autor también ha afirmado que Moisés y Akenatón eran la misma persona, apoyando su creencia al interpretar aspectos de la historia bíblica y egipcia. Alega que el atonismo puede considerarse monoteísta y relacionado con el judaísmo, e incluye otras similitudes, incluida la prohibición de la adoración de ídolos y la similitud del nombre Atón con el hebreo Adon, o "Señor". Esto encajaría con la otra afirmación de Osman de que el abuelo materno de Akenatón, Yuya, era la misma persona que el José bíblico.
Varias posiciones de Osman están en conflicto con la egiptología convencional, incluida la cronología egipcia convencional. Algunos egiptólogos han ido tan lejos como para rechazarla y catalogarla como una conjetura no académica, mientras que otros no consideran que valga la pena refutarla. Donald B. Redford escribió una crítica mordaz en la que dice: "El autor trata la evidencia tan caballerosamente como le plazca. Se presenta como un historiador sobrio, pero cuando le conviene, la evidencia bíblica es aceptada al pie de la letra y literalmente... Cuando la evidencia bíblica no concuerda, se descarta".
En su libro, cristianismo: una religión del antiguo Egipto (2005), Osman afirma que el cristianismo no se originó en Judea, sino que es el remanente de un misterioso culto del antiguo Egipto que fue suprimido y transformado por las autoridades romanas.
También argumenta que Jesús no era judío, sino que era en realidad el faraón egipcio Tutankamón y que no existió Josué, solo una confusión entre los nombres de Jesús y Josué.
Osman afirma que la razón por la cual los egiptólogos convencionales no aceptan sus ideas es porque "los egiptólogos han establecido sus carreras en sus interpretaciones" y que aceptar otras teorías podría darles menos autoridad.

## Religiones abrahámicas
Varios estudiosos han considerado la idea de que Akenatón fue el pionero de una religión monoteísta que más tarde se convirtió en el judaísmo. Uno de los primeros en mencionar esto fue Sigmund Freud, el fundador del psicoanálisis, en su libro Moisés y el monoteísmo.
Es ampliamente aceptado que existen fuertes similitudes estilísticas entre el Gran Himno de Akenatón a Atón y el Salmo bíblico 104, aunque esta forma de escritura se generalizó en la antigua himnología del Cercano Oriente tanto antes como después del período.
Otros han comparado algunos aspectos del nexo entre Akenatón y Atón con la relación, en la tradición cristiana, entre Jesucristo y Dios, en particular las interpretaciones que enfatizan una interpretación más monoteísta del atonismo que una henética. Donald B. Redford ha notado que algunos han visto a Akenatón como un presagio de Jesús. "Después de todo, Akenatón se llamó a sí mismo el hijo del único dios: 'Tu único hijo que salió de tu cuerpo'". James Henry Breasted lo comparó con Jesús, Arthur Weigall lo vio como un precursor fallido de Cristo y Thomas Mann lo vio "como en el camino correcto y, sin embargo, no como el indicado".
Redford argumentó que mientras Akenatón se llamaba a sí mismo el hijo del Disco Solar y actuaba como el principal mediador entre dios y la creación, los faraones habían reclamado esa misma relación y el papel sacerdotal durante miles de años antes de la época de Akenatón. Sin embargo, el caso del “faraón hereje” puede ser diferente a través del énfasis que puso en la relación celestial de padre e hijo. El faraón se describió a sí mismo como "tu hijo que salió de tus extremidades", "tu hijo", "el hijo eterno que salió del disco solar" y "tu único hijo que salió de tu cuerpo". La estrecha relación entre padre e hijo es tal que solo el rey realmente conoce el corazón de "su padre" y, a cambio, su padre escucha las oraciones de su hijo. Él es la imagen de su padre en la tierra, y como Akenatón es el rey en la tierra, su padre es el rey en el cielo. Como sumo sacerdote, profeta, rey y divino, reclamó la posición central en el nuevo sistema religioso. Debido a que solo él conocía la mente y la voluntad de su padre, Akenatón solo podía interpretar esa voluntad para toda la humanidad con una verdadera enseñanza que provenía solo de él.
Redford concluyó:

Antes de que gran parte de la evidencia arqueológica de Tebas y de Tell el-Amarna estuviera disponible, las ilusiones a veces convertían a Akenatón en un maestro humano del Dios verdadero, un mentor de Moisés, una figura cristiana, un filósofo adelantado a su tiempo. Pero estas criaturas imaginarias ahora se están desvaneciendo a medida que la realidad histórica emerge gradualmente. Hay poca o ninguna evidencia que respalde la idea de que Akenatón fue un progenitor del monoteísmo en toda regla que encontramos en la Biblia. El monoteísmo de la Biblia hebrea y el Nuevo Testamento tuvo su propio desarrollo separado, uno que comenzó más de medio milenio después de la muerte del faraón.

## Museo

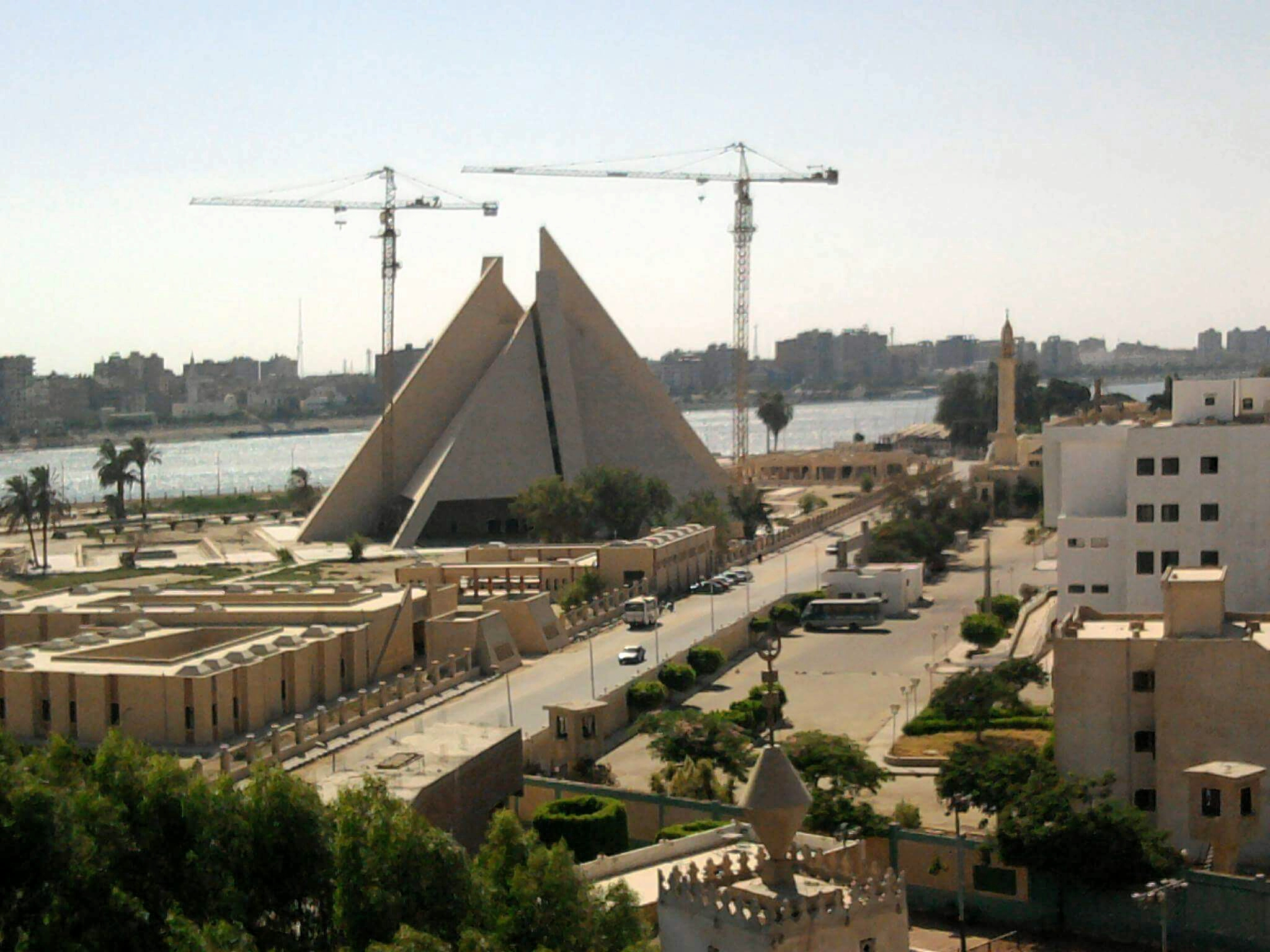
Museo arqueológico de Akenatón en construcción.

El Museo arqueológico de Akenatón es uno en construcción, ubicado en la ciudad de Menia; el proyecto comenzó en 2005 pero la construcción no se completó debido a problemas de financiación.
El museo ha costado 150 millones de libras, es el tercer museo más grande de Egipto y está diseñado en forma de pirámide, y consta de 5 pisos e incluye salas de exposiciones, una escuela de restauración, un área de exhibición abierta, un edificio administrativo, una librería y una tienda de regalos, además de un puerto deportivo para recibir barcos y un museo abierto. El museo estará especializado en objetos del periodo atonista.

## Cultura popular

### Obras de teatro
- Agatha Christie (1973 [1937]). Obra de teatro Akenatón. Representada en Nueva York por: Dodd, Mead & Co.[212]
- Prokopiou, Angelos (1961). Obra de teatro del Faraón Akenatón en Atenas.[213]

### Poesía
- Dorothy Porter (1992). Poema a Akenatón.[214]

### Novelas
- Thomas Mann, en su tetralogía bíblica ficticia José y sus hermanos (1933–1943), hace de Akenatón el "faraón soñador" de la historia de José.[215]
- Mika Waltari: Sinuhé, el egipcio, publicado por primera vez en finés (Sinuhe egyptiläinen) en 1945, traducido por Naomi Walford (G.P. Putnam's Sons, 1949; Chicago Review Press, 2002, libro en rústica).[216]
- David Stacton (1958). En un balcón, Londres: House & Maxwell.[217]
- Gwendolyn MacEwen (1971). Rey de Egipto, rey de los sueños.[218]
- Allen Drury (1976). Un dios contra los dioses.[219]
- Allen Drury (1976). Regreso a Tebas.[220]
- Naguib Mahfouz (1985). Akenatón, habitante de la verdad. (العائش فى الحقيقة).[221]
- Andrée Chedid. El sueño de Akenatón y Nefertiti.[222]
- Moyra Caldecott (2000 y 2003 (eBooks) [1989]). Akenatón: Hijo del sol.[223]
- Pauline Gedge (1984). La Duodécima transformación: ambientada en el  periodo atonista, detalla la construcción de Ajetatón y relatos ficticios de sus relaciones sexuales con Nefertiti, Tiye y su sucesor Semenejkara.[224]

### Música
- Philip Glass: ópera, Akenatón: una ópera en tres actos (1983; CBS Records, 1987).[225]
- Roy Campbell, Jr., The Akhenaton Suite - A Modern Jazz Epic.[226]
- After the Burial, maldiciendo a Akenatón de su álbum Rareform.[227]
- Nile (banda), Cast Down the Heretic de su álbum Annihilation of the Wicked.[228]
- En el video musical de la canción de Michael Jackson, Remember the Time, aparece la reina Nefertiti interpretada por Zara Maxamed.[229]

### Películas

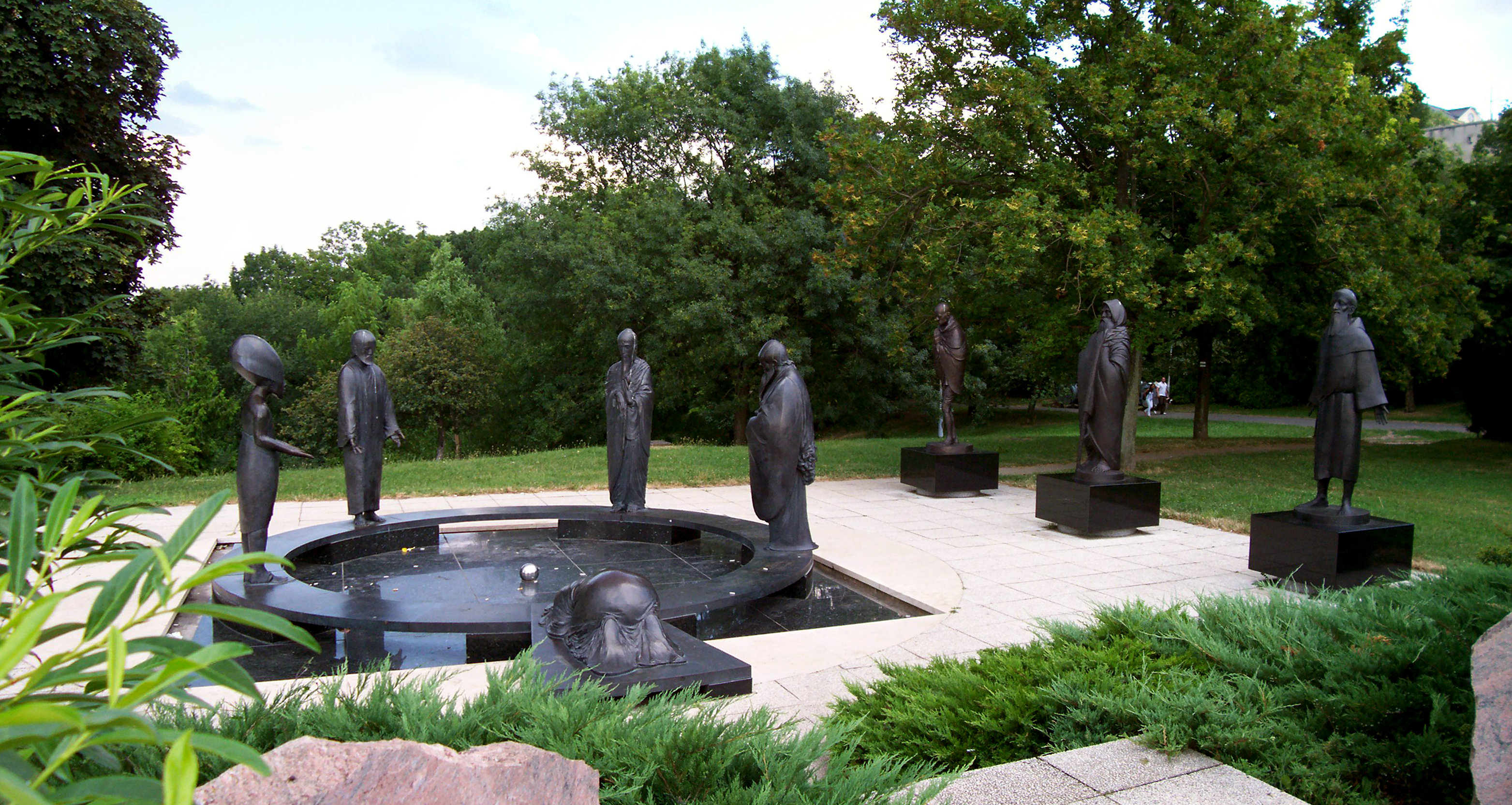
Estatua de Akenatón en el jardín del filósofo en Budapest.

- Sinuhé, el egipcio (1954, dirigida por Michael Curtiz, Twentieth Century-Fox Film Corporation), basada en la novela de Mika Waltari.[230]
- Nefertiti, Reina del Nilo, (1961, dirigida por Fernando Cherchio, protagonizada por Jeanne Crain y Vincent Price). Akenatón, interpretado por Amedeo Nazzari, se llama "Amenofis" en la película.[231]
- La Reine Soleil (película animada de 2007 de Philippe Leclerc) presenta a Akenatón, Tutankatón (más tarde Tutankamón), Nefertiti y Horemheb en una compleja lucha que enfrenta a los sacerdotes de Amón contra el atonismo.[232]
- La excavación de Donald Redford de los templos de un Akenatón fue el tema de un documental de una hora de 1980 del National Film Board of Canada, The Lost Pharaoh: The Search for Akhenaton.[233]
- Alienígenas Ancestrales, Temporada 1 Episodio 2 "Los Visitantes", así como algunos otros episodios, que proponen que Akenatón pudo haber sido un extraterrestre.[234]

### Cómics

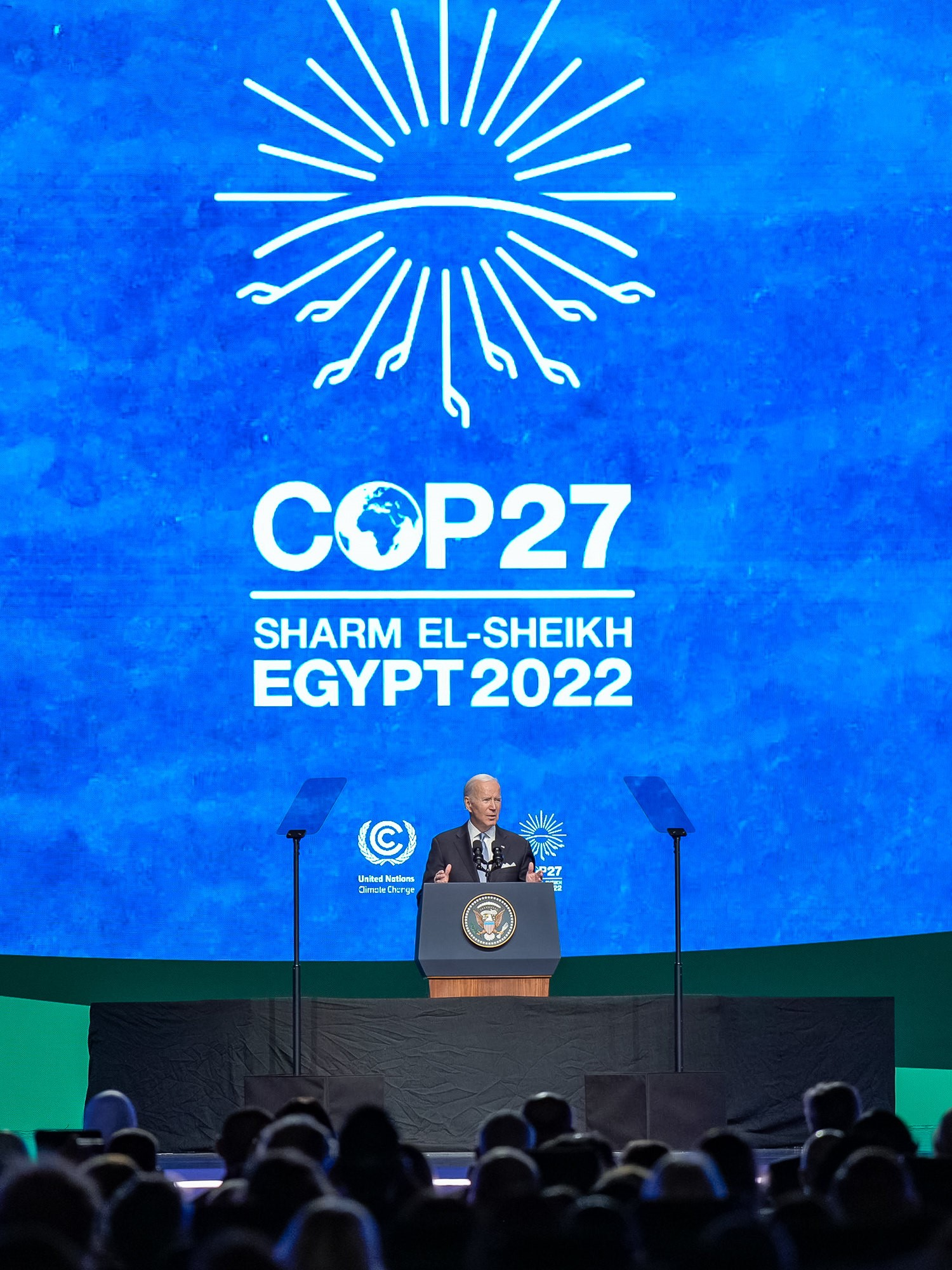
El presidente de los Estados Unidos, Joe Biden, dando un discurso en la COP27 celebrada en Egipto, cuyo logotipo imita a Atón.

- Akenatón es el principal antagonista en la serie de cómics de 2008 (reimpreso como una novela gráfica) "Marvel: The End" de Jim Starlin y Al Milgrom. El Faraón gana poder ilimitado y, aunque sus intenciones declaradas son benévolas, Thanos y todos los demás superhéroes y supervillanos del universo de los cómics de Marvel se oponen a él.[235][236]

### Videojuegos
- Akenatón aparece como un enemigo en un DLC de Assassin's Creed Origins "La maldición de los faraones" que debe ser derrotado para eliminar su maldición en Tebas. Su otra vida toma la forma de 'Atón', un lugar que se basa en gran medida en la arquitectura de la ciudad de Amarna.[237]
- Una versión de Akenatón (que incorpora elementos del faraón negro de HP Lovecraft) es el antagonista impulsor detrás de los capítulos de Egipto de El mundo secreto, donde el jugador debe evitar que una encarnación moderna del culto atonista desate al faraón revivido y la influencia de Atón (que se presenta como una entidad sobrenatural malévola real y extremadamente poderosa con la capacidad de despojar a los seguidores de su libre albedrío) sobre el mundo. Se dice explícitamente que es el Faraón que se opuso a Moisés en el Libro del Éxodo, el juego diverge de la narrativa tradicional del Éxodo en que toma represalias contra las 10 plagas de Moisés con 10 plagas propias antes de ser sellado por las fuerzas combinadas de Moisés y Ptahmose, el Sumo Sacerdote de Amón. En la historia se muestra una alianza anacrónica con el culto romano del Sol Invictus, quienes están fuertemente implicados para adorar a Atón con un nombre diferente.[238]

### Otros
- Edgar P. Jacobs (1950). Blake y Mortimer: Le Mystère de la Grande Pyramide vol. 1 + 2, historia de aventuras en la que el misterio de Akenatón proporciona gran parte de los antecedentes del cómic.[239]